# Turismo en Acapulco
Acapulco es uno de los destinos turísticos de México más importantes, ya que fue el primer puerto turístico internacional de dicho país. En la actualidad Acapulco es el puerto más visitado de Guerrero y uno de los más visitados por turistas nacionales e internacionales de México, al lado de Cancún, Cabo San Lucas y Puerto Vallarta, entre otros, posicionándose como el 5.º centro de playa más visitado y el 8.º destino turístico de México.
Acapulco pertenece a la zona turística llamada Triángulo del Sol del estado, junto con el binomio de playa Ixtapa - Zihuatanejo y el pueblo mágico de Taxco de Alarcón, debido a que son los centros que reciben más turistas de  Guerrero.
La ciudad cuenta con 20 km de playas, desde Barra Vieja hasta Pie de la Cuesta, de los cuales se divide en tres grandes zonas turísticas: Acapulco Tradicional, Acapulco Dorado y Acapulco Diamante. La primera se desarrolló entre los años 1930 y 1960: aquí se localiza el centro de la ciudad y el Puerto Transatlántico Internacional, así como los barrios y fraccionamientos más antiguos. La zona dorada tuvo su auge hotelero entre los años 1960 y 1980, ocupa la mayor parte de la bahía de Santa Lucía y es donde se concentra la mayor cantidad de cuartos de hotel, la zona hotelera y condominios residenciales, además de ser la zona que presenta más afluencia turística en el puerto. La zona diamante tuvo su desarrollo entre los años 1990 y los años 2010, es la parte más nueva y con mayor desarrollo e inversión del puerto, cuenta con diversos núcleos comerciales y de entretenimiento, está conformada por exclusivos hoteles, villas de lujo y resort de cadenas internacionales.

## Zona hotelera
A fines de los años 50 y década de los sesenta el desarrollo hotelero empezó en su apogeo con la construcción de hoteles de gran turismo, pero no fue hasta 1933 cuando comenzó el auge de la construcción hotelera que le dieron albergue a celebridades artísticas y políticas de esa época, como los hoteles El Mirador, Caleta, Prado Américas, Los Flamingos propiedad de John Wayne y Jhony Weismuller (tarzán), Villa del Mar, El Jardín y Papagayo. De igual forma y debido a la necesidad de tener un club náutico en donde atracaran los yates y embarcaciones, se construyó en el año 1955 el actual Club de Yates de Acapulco.
La ciudad actualmente posee más de 100 edificios entre los 40 y 123 metros, cabe destacar que la ciudad fue de las primeras en México, junto con la Ciudad de México, en contar con edificios de más de 40 metros, y actualmente es una de las ciudades con mejor panorama urbano en México. Además de que es la ciudad con más rascacielos en todo el pacífico mexicano.
La mayoría de los rascacielos se concentran en la Avenida Costera Miguel Alemán, específicamente en la zona de Acapulco Dorado, la cual concentra 61 de los 108 edificios, la zona de Acapulco Diamante, concentra 41 y la zona de Acapulco Tradicional tiene únicamente 6.

## Zonas turísticas
Acapulco es uno de los destinos turísticos de México más importantes, ya que fue el primer puerto turístico internacional de México. En la actualidad Acapulco es el puerto más visitado de Guerrero y uno de los puertos más visitados por turistas de México, junto con Cancún, Cabo San Lucas, Puerto Vallarta, entre otros.
La ciudad se divide en 3 zonas turísticas. 
- Acapulco Tradicional es la parte antigua del puerto, en donde se halla el centro de la ciudad, los barrios históricos y el puerto; tuvo su desarrollo entre los años 1930 y 1960. En el área se pueden encontrar algunos de los hoteles más antiguos del puerto, restaurantes con platillos típicos y gran parte de los atractivos turísticos de Acapulco sobre la Avenida Costera Miguel Alemán.
- Acapulco Dorado tuvo su desarrollo entre los años 1950 y los años 1970 del siglo XX, y se encuentra a unos 25 minutos del Aeropuerto Internacional de Acapulco. Es el área que presenta más afluencia turística en el puerto, recorre gran parte de la bahía de Acapulco, y de la Avenida principal, cuenta con varios hoteles y cuenta con la mayoría de cuartos de hotel de todo el puerto.
- Acapulco Diamante, también conocida como Punta Diamante, esta es la parte más nueva y con mayor desarrollo e inversión del puerto, conformada por exclusivos hoteles y resorts de cadenas internacionales, complejos residenciales, condominios de lujo, villas privadas, spa, restaurantes, zonas comerciales y un campo de golf. Todo lo anterior lo convierte en uno de los lugares más exclusivos del país. Inicia en la Carretera Escénica en Las Brisas, pasando por Puerto Marqués y Punta Diamante y se extiende hasta la Playa de Barra Vieja. En esta zona, a 10 minutos del Aeropuerto Internacional de Acapulco.

## Playas
Acapulco, como muchos otros destinos turísticos de México, cuenta con diversas playas cuyos nombres corresponden a hechos históricos, costumbres o simplemente circunstancias naturales. Entre las principales del puerto se encuentran:
- Pie de la Cuesta.
- Langosta o La Angosta.
- Caleta y Caletilla.
- Honda.
- Manzanillo.
- Tlacopanocha.
- Hornos (Áreas Tamarindos y Papagayo).
- Playa el morro.
- La Condesa.
- Icacos.
- Playa de Puerto Marqués.
- Playa Majahua.
- Playa Pichilingue.
- Playa Revolcadero.
- Bonfil.
- Playa de Barra Vieja.

Playas
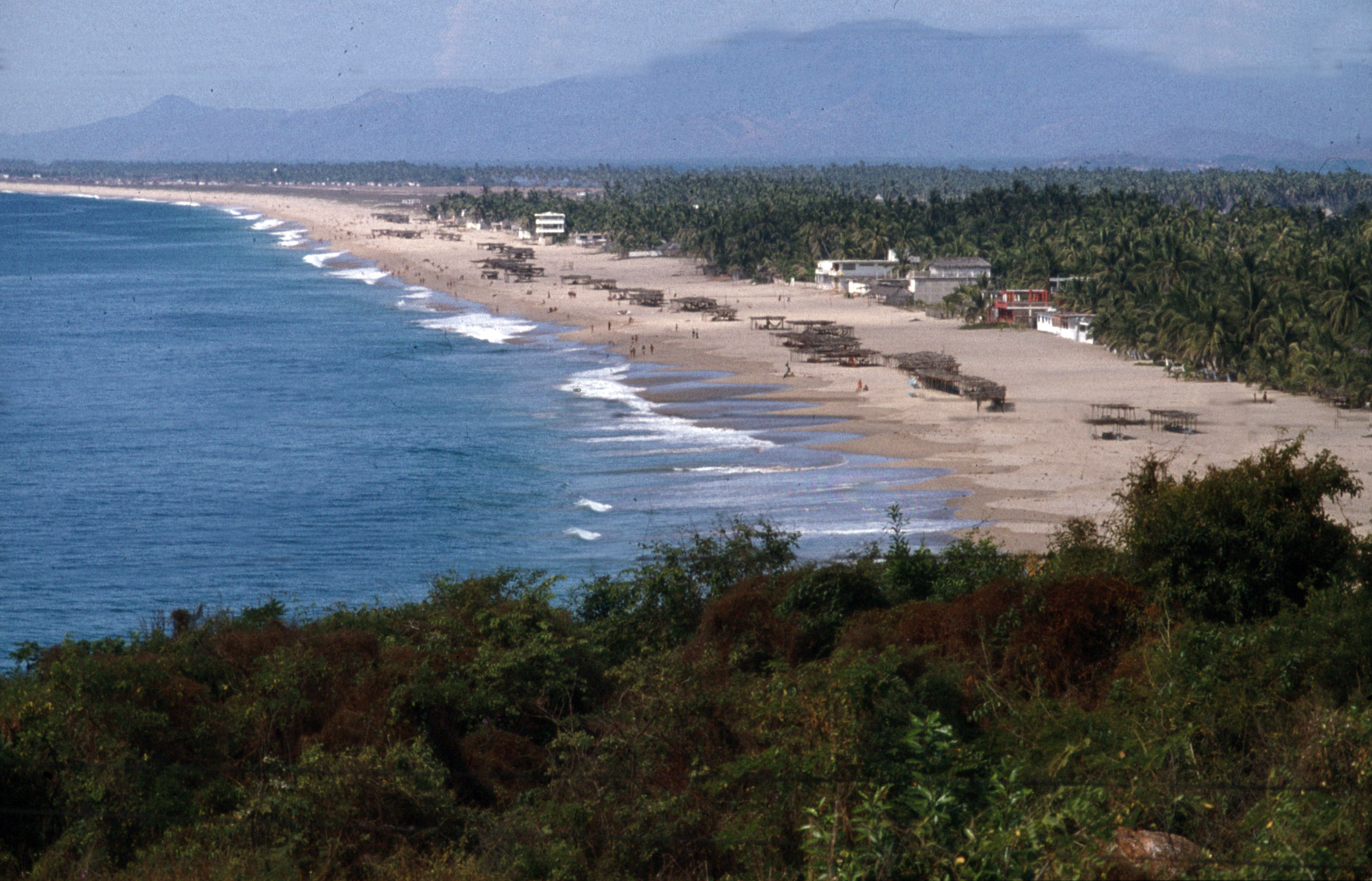
Pie de la Cuesta.
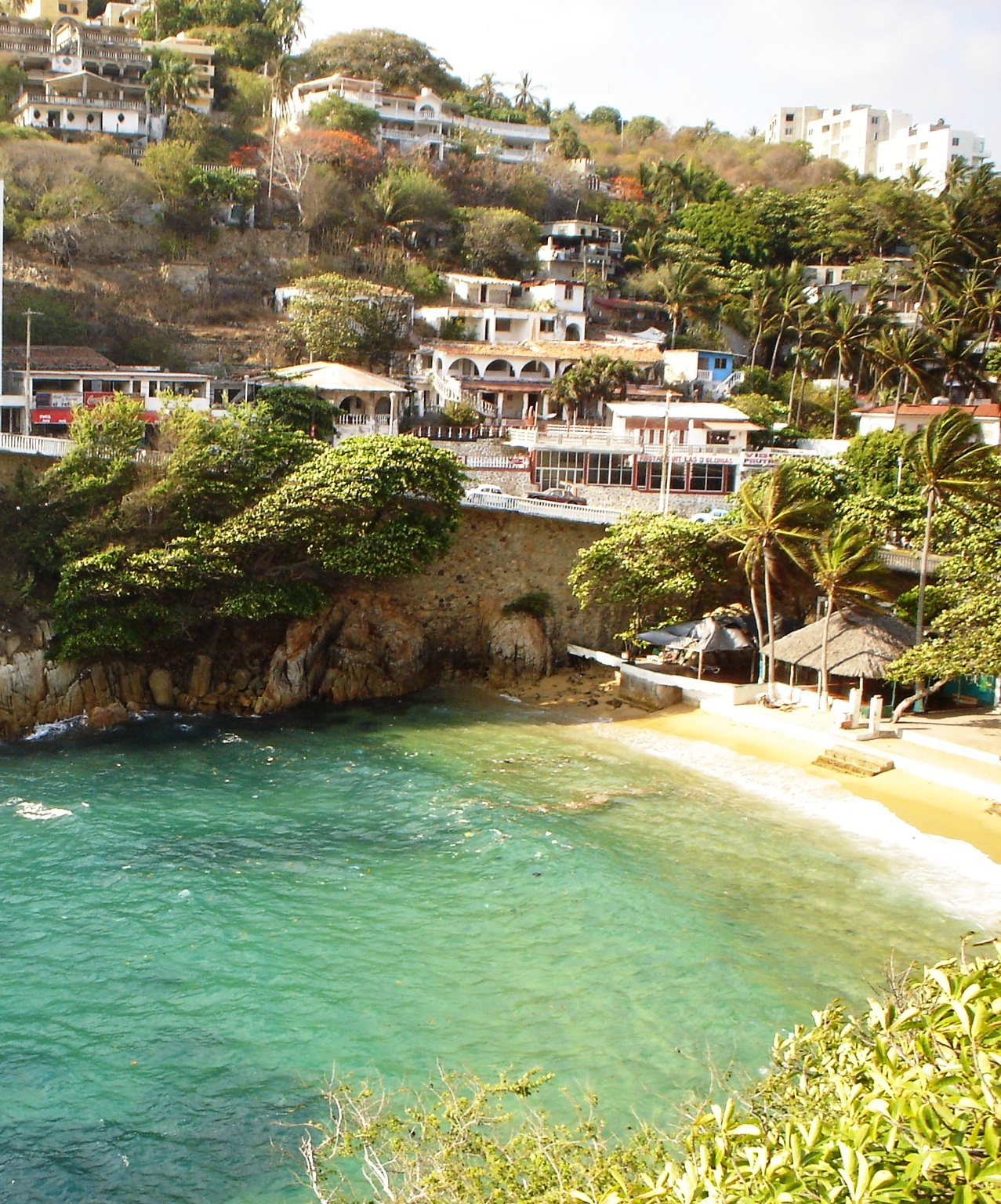
Langosta.
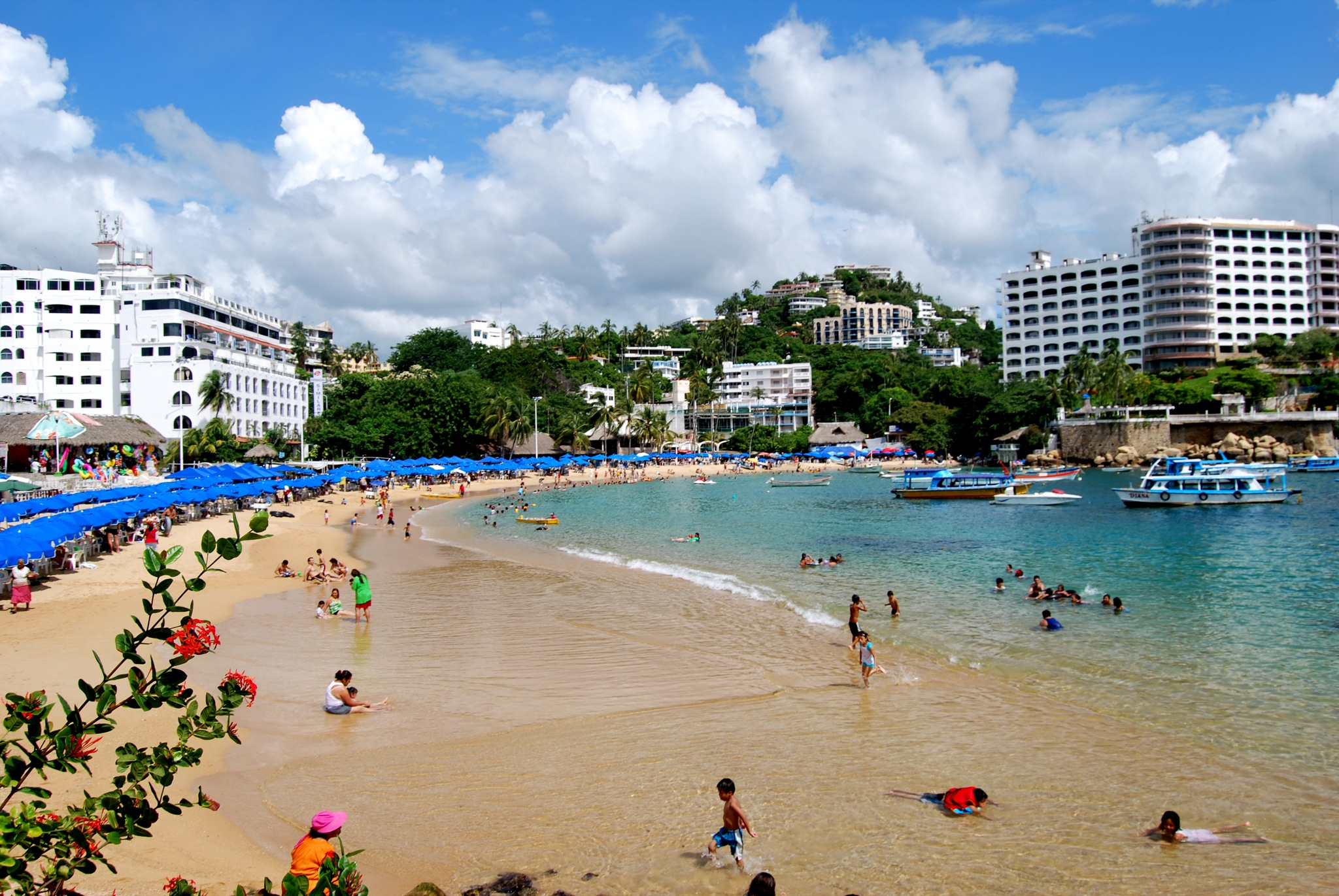
Caleta y Caletilla.
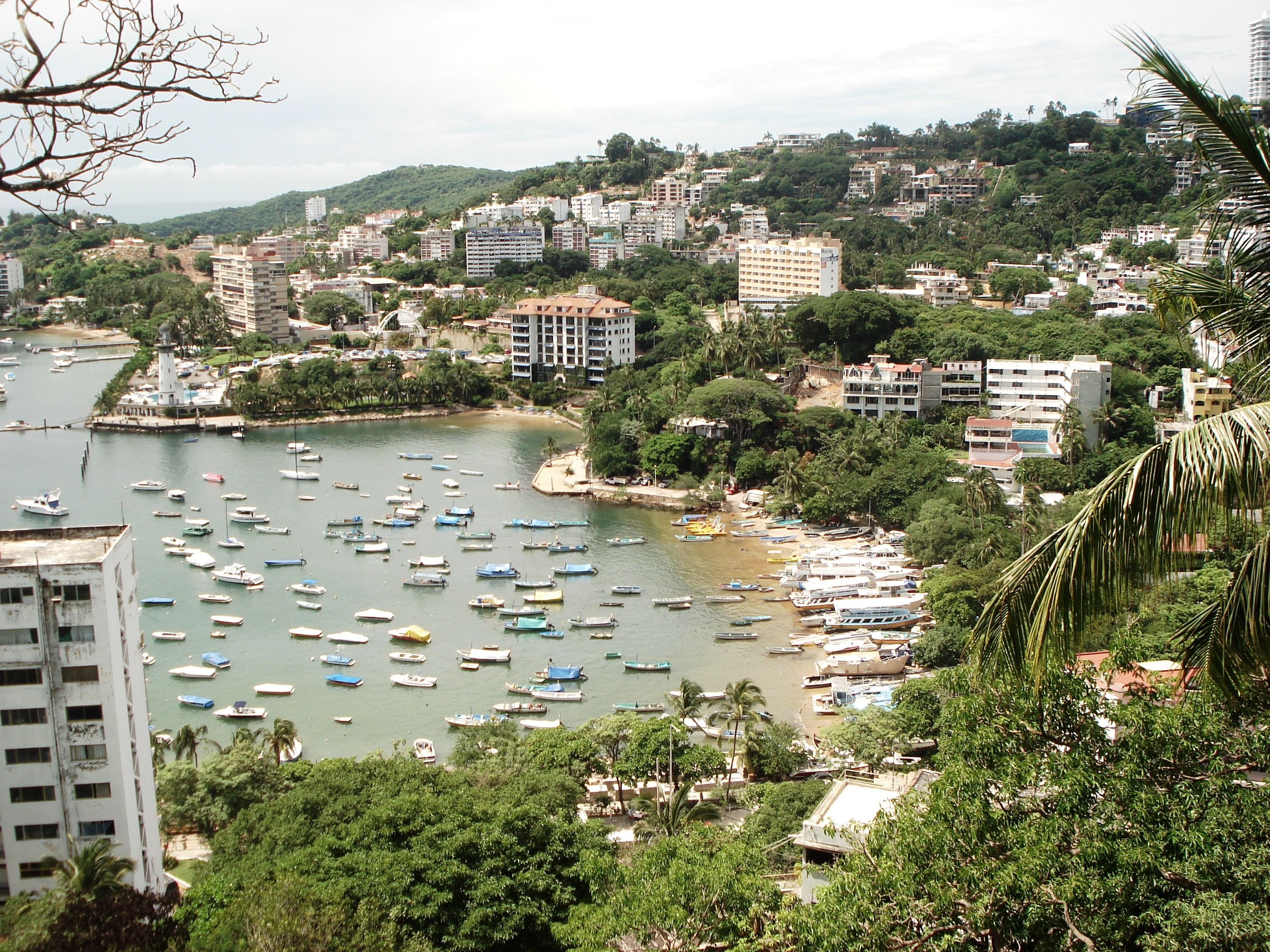
Manzanillo.
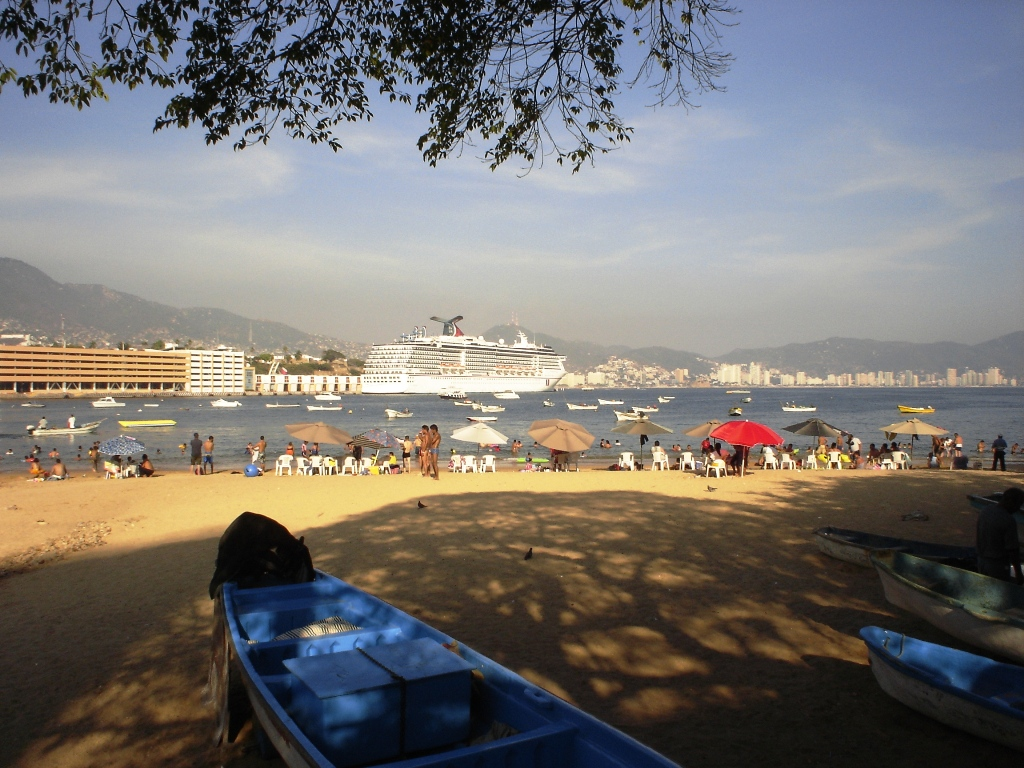
Tlacopanocha.
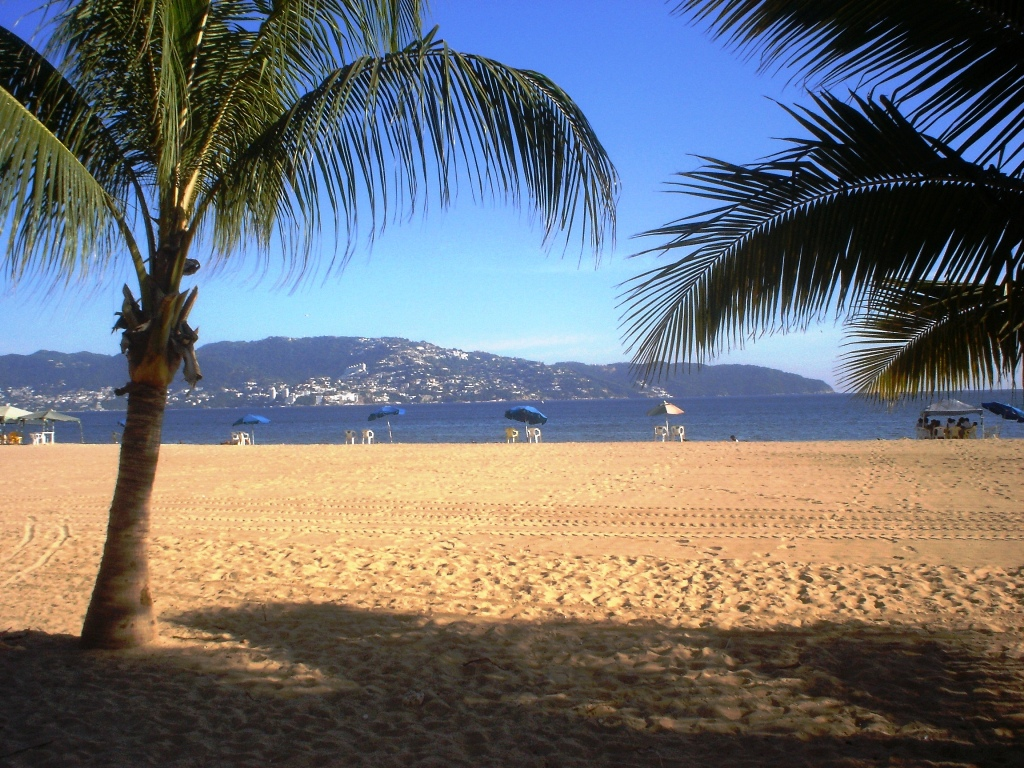
Hornos.
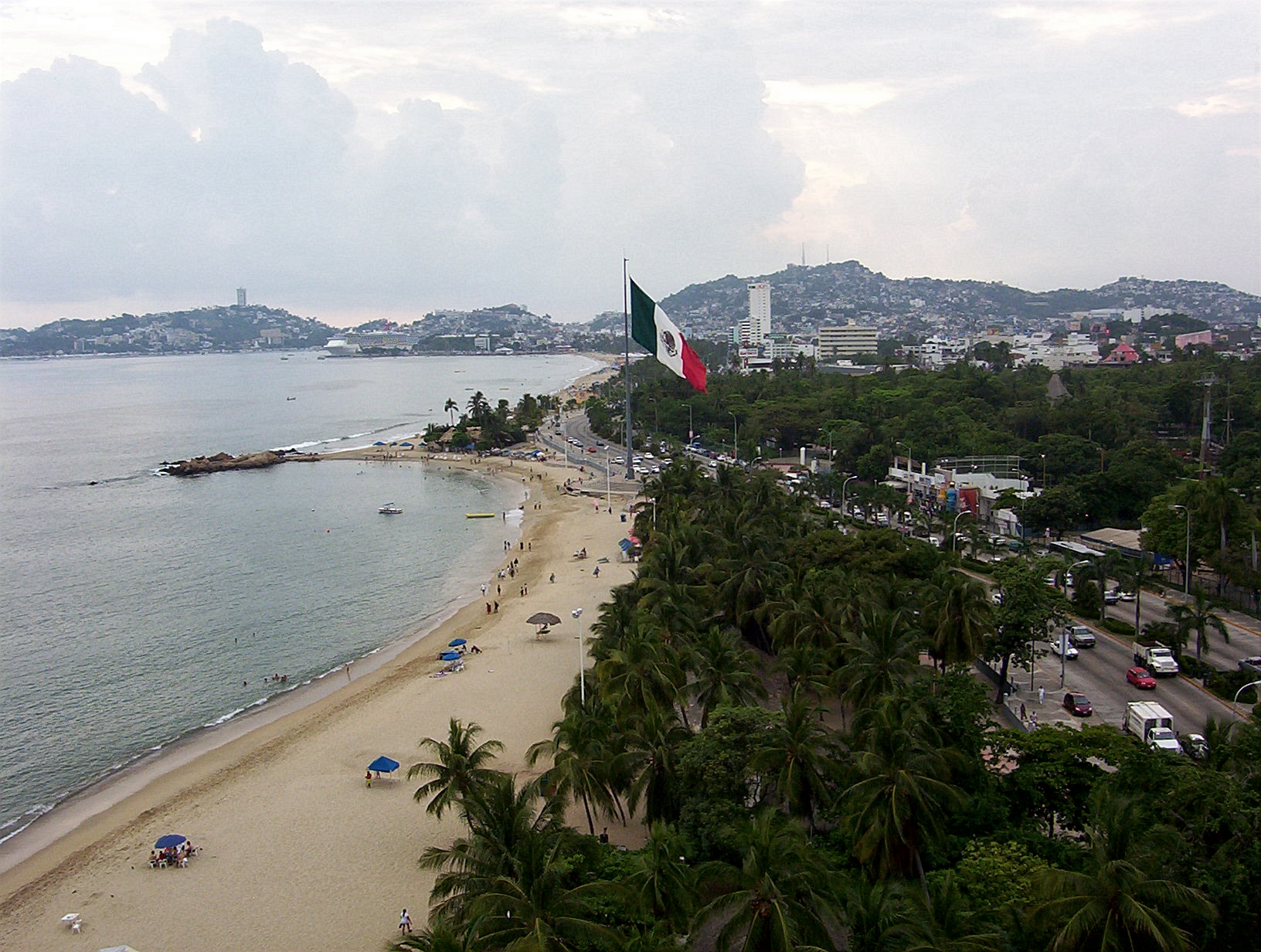
Hornos.
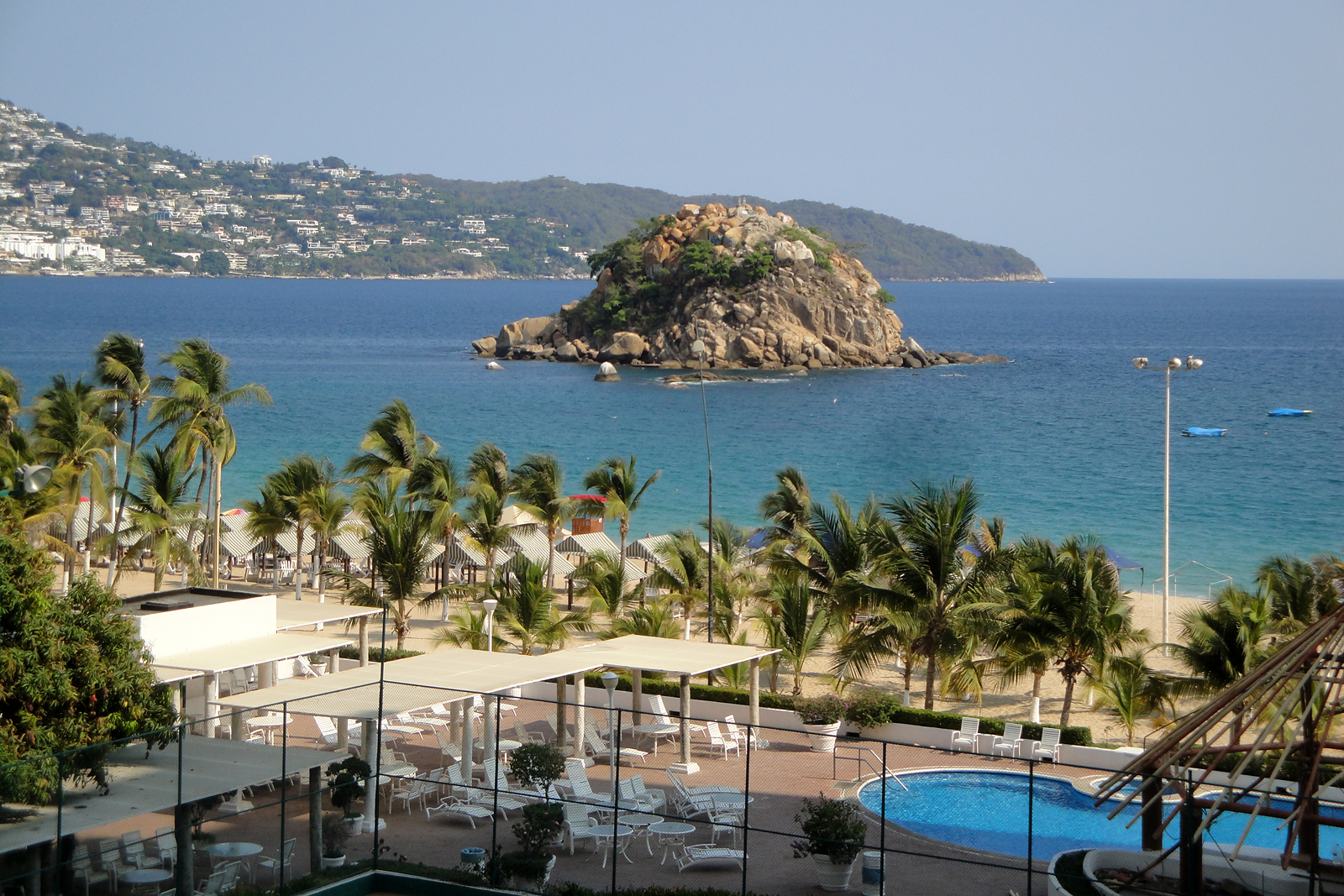
El morro.
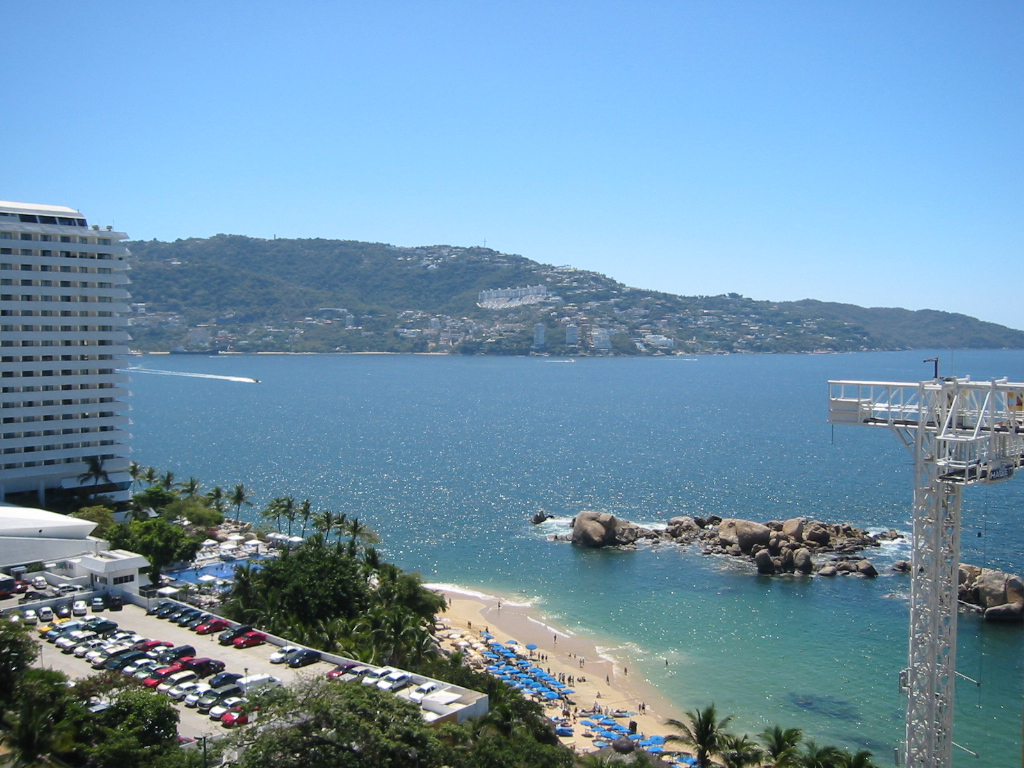
La Condesa.
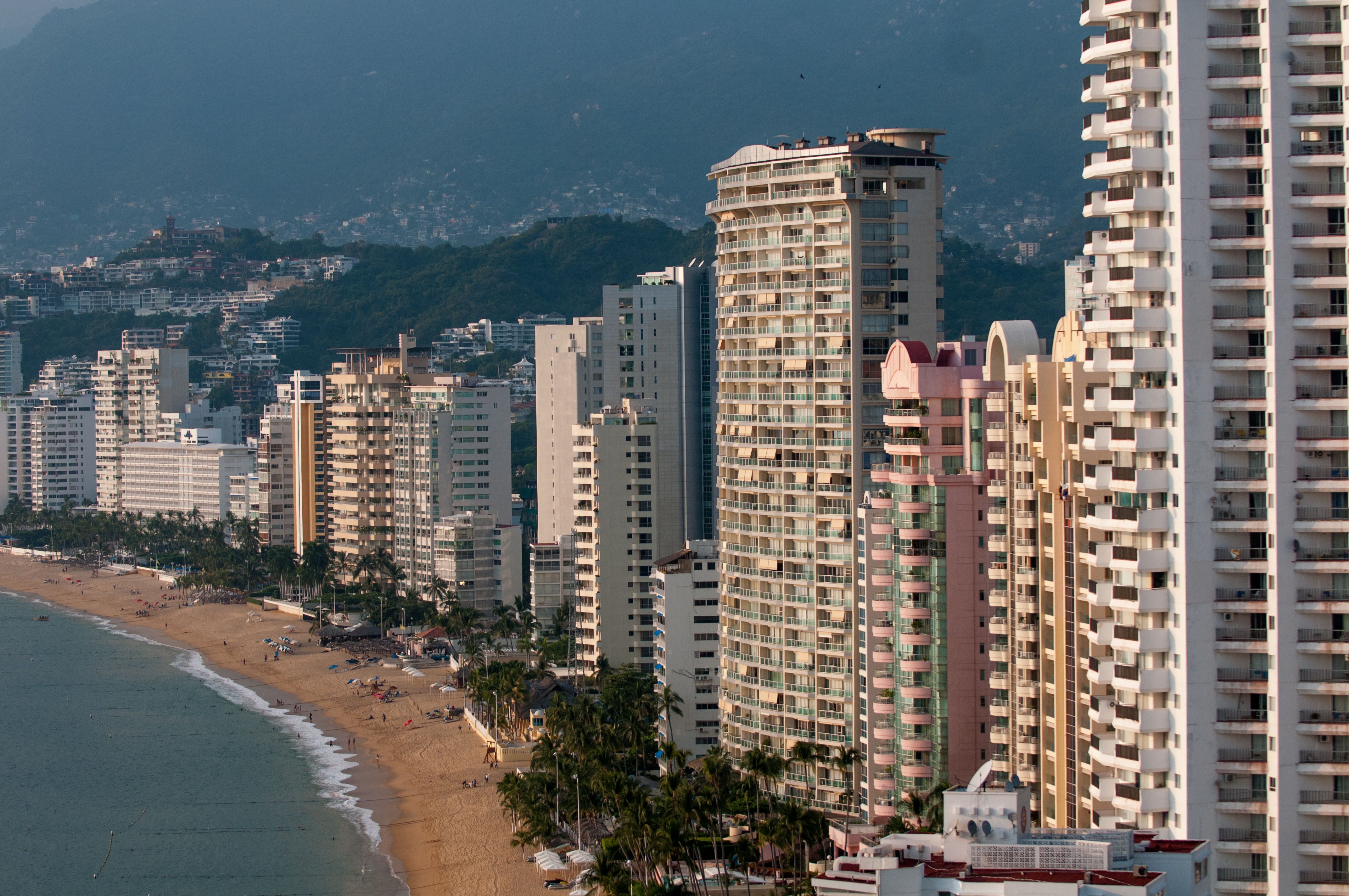
Icacos.
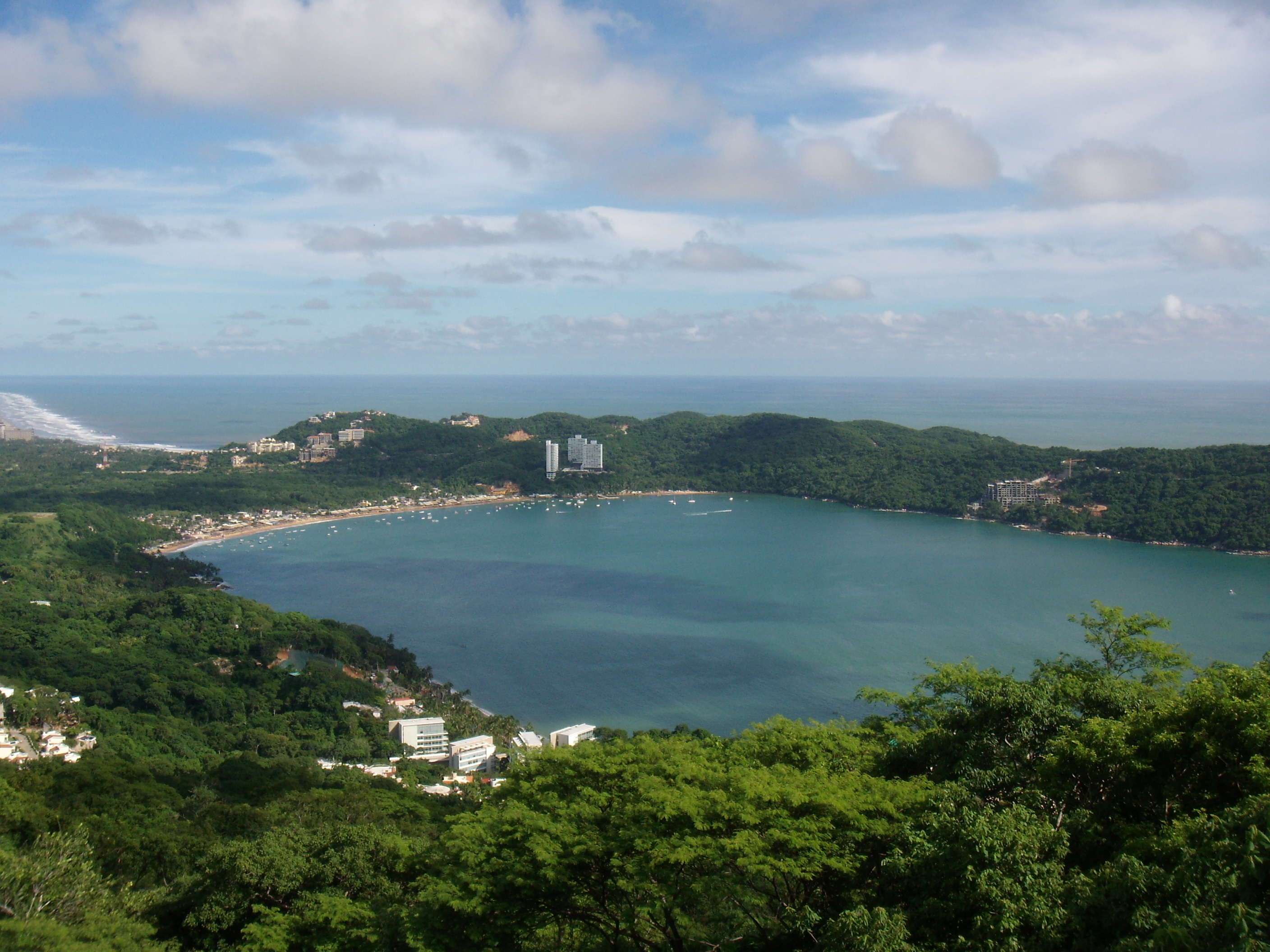
Playa de Puerto Marqués.
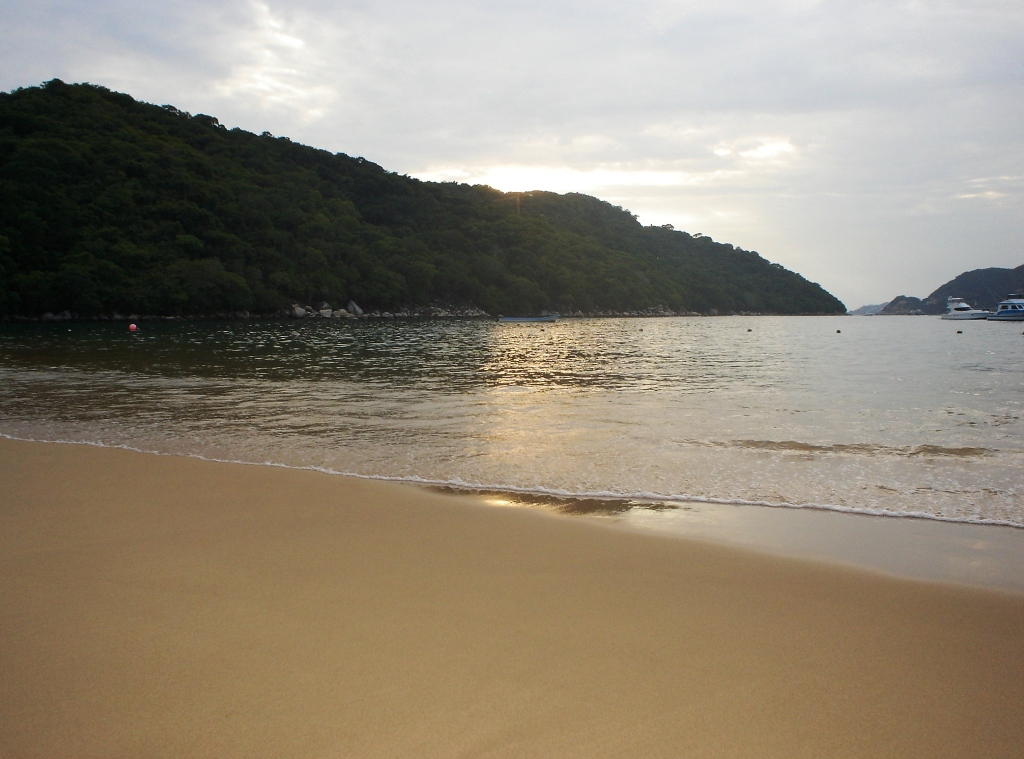
Playa Majahua.
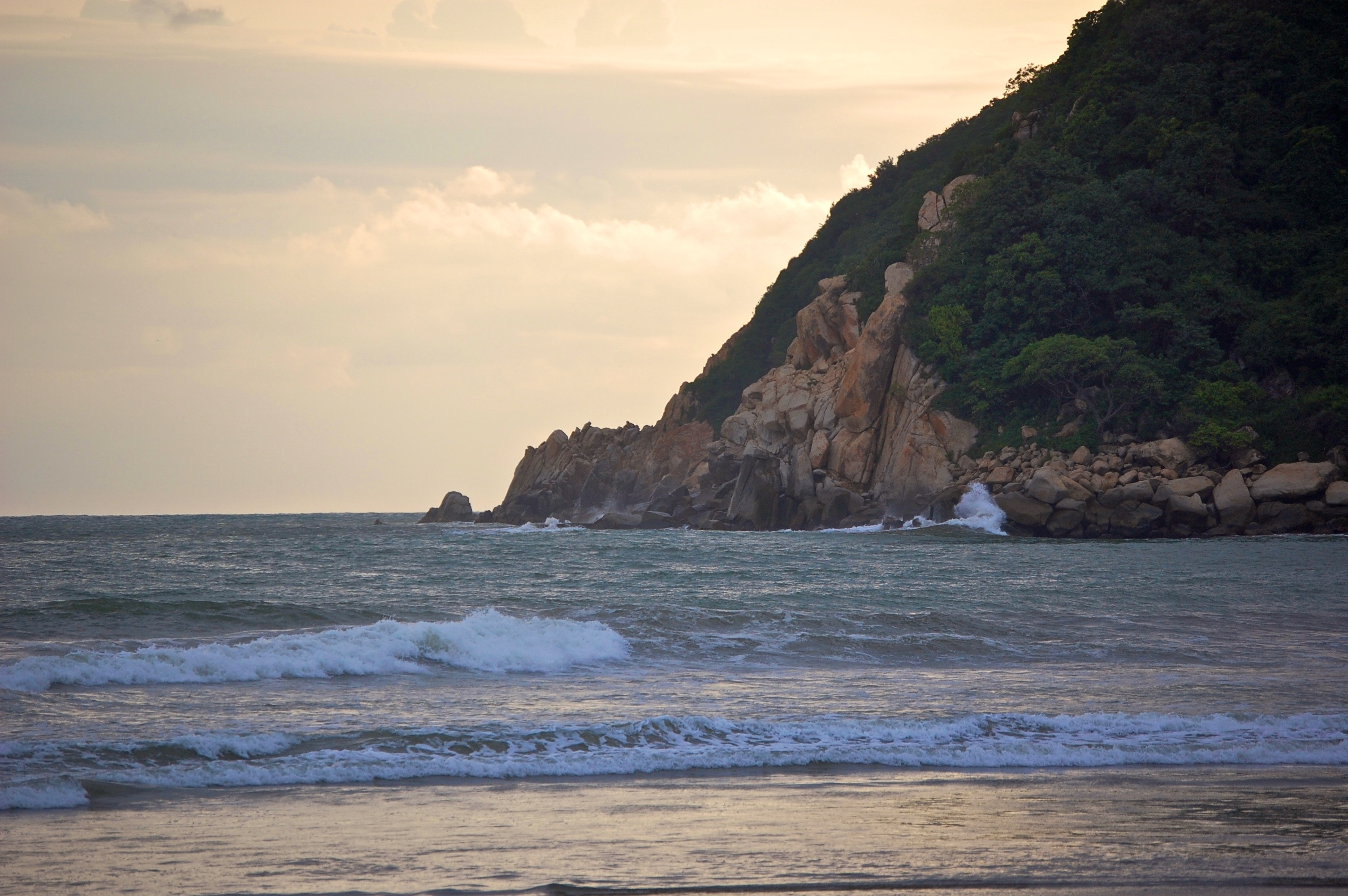
Playa Revolcadero
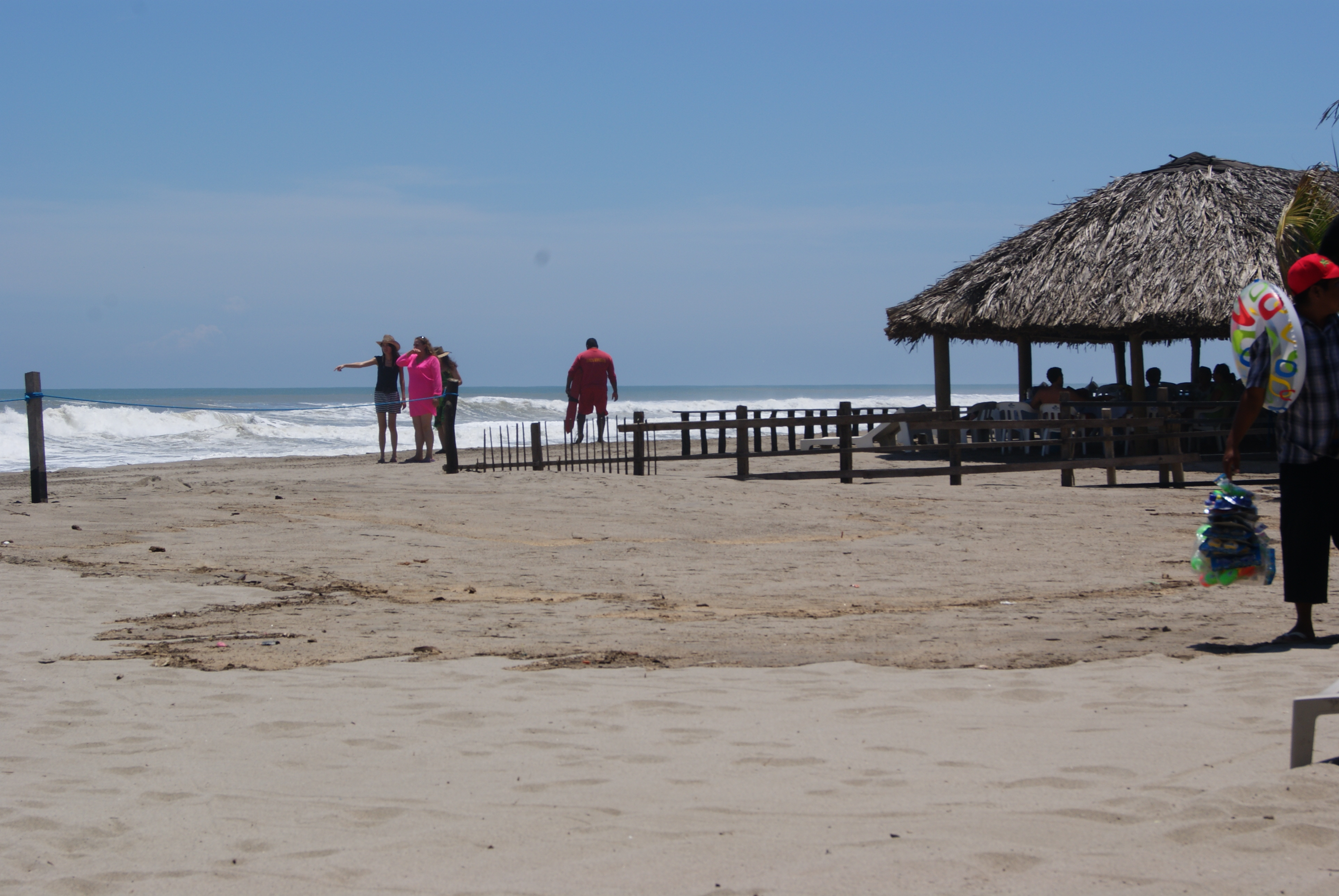
Playa de Barra Vieja.

## Atractivos turísticos
Acapulco es el sexto centro turístico con el mayor número de cuartos disponibles promedio en el 2019, con un total de 18 806 y el octavo en número de cuartos ocupados promedio, con 9 178 y una ocupación hotelera de 48.8%, según datos proporcionados por la Secretaría de Turismo de México en el periodo de enero a diciembre de 2019.
La mayoría de los atractivos y puntos de interés en la ciudad se concentran en la Avenida Costera Miguel Alemán, que es la principal arteria vial del puerto. Algunos sitios turísticos más importantes son:
| - La Quebrada. - Sinfonía del Mar. - Fuerte de San Diego. - Catedral de Acapulco. - Plaza Álvarez. - Isla de la Roqueta. - Asta de la Bandera de México. - Parque Papagayo. - Glorieta de la Diana Cazadora - Puerto Marqués. - Pie de la Cuesta. - Capilla Ecuménica La Paz. | - La Casa de los Vientos. - Paseo del Pescador. - Malecón y Puerto Transatlántico. - La Virgen de Los Mares. - Paradise Bungy. - Casa de la Máscara. - El Centro Internacional Acapulco. - Parque de la Reina. - Fortín Álvarez. - La Biblioteca Pública Municipal. - Palma Sola. | - EL Rollo (Antes el CICI). - Instituto Guerrerense de la Cultura. - Club de Golf de Acapulco. - Base Naval de Acapulco. - Expo mundo imperial. - Fórum de Mundo Imperial. - La Isla Acapulco. - Estadio Mextenis. - Aeropuerto Internacional de Acapulco. - Jardín Botánico. - Xtasea Tirolesa. |

Sitios de interés
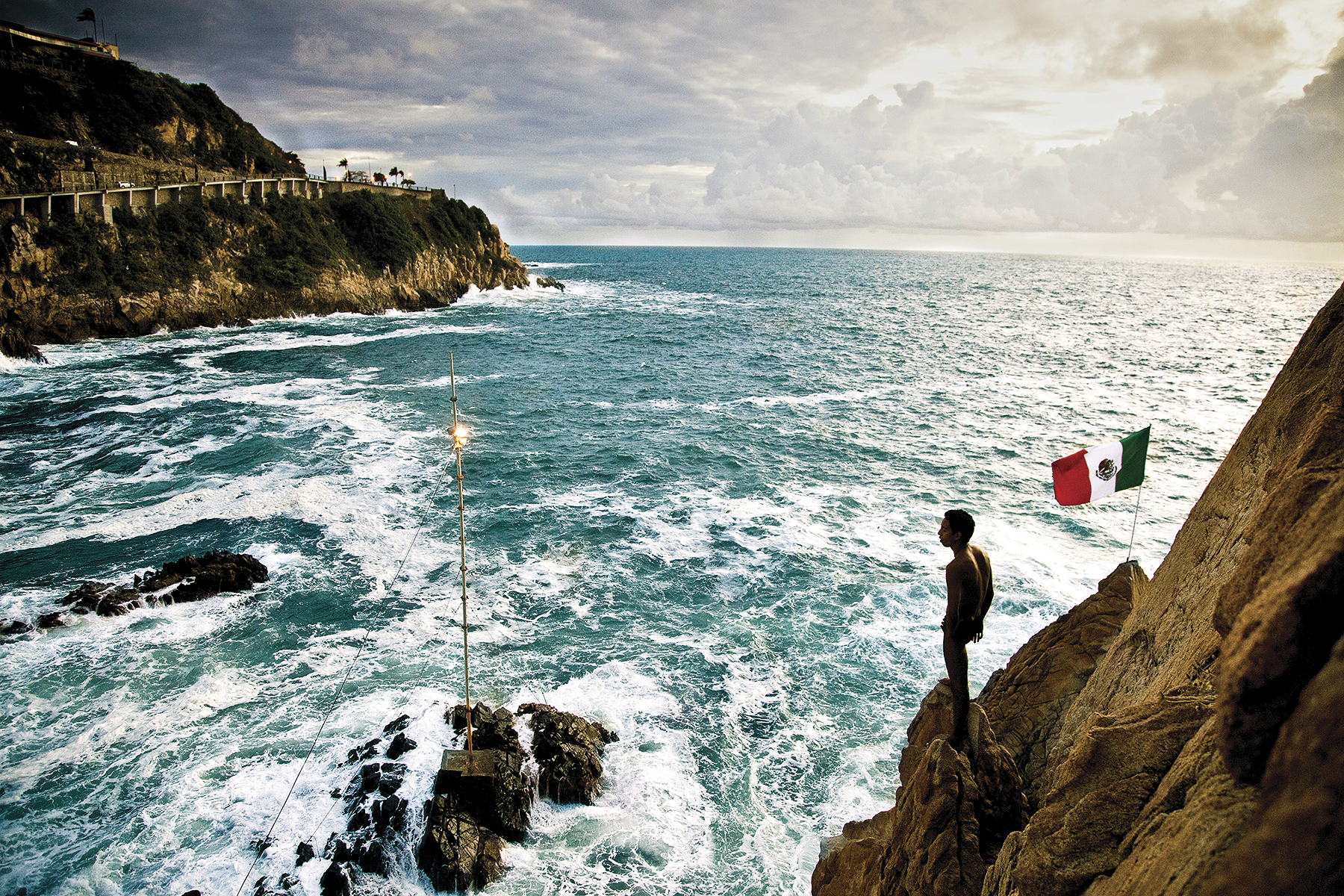
La Quebrada.
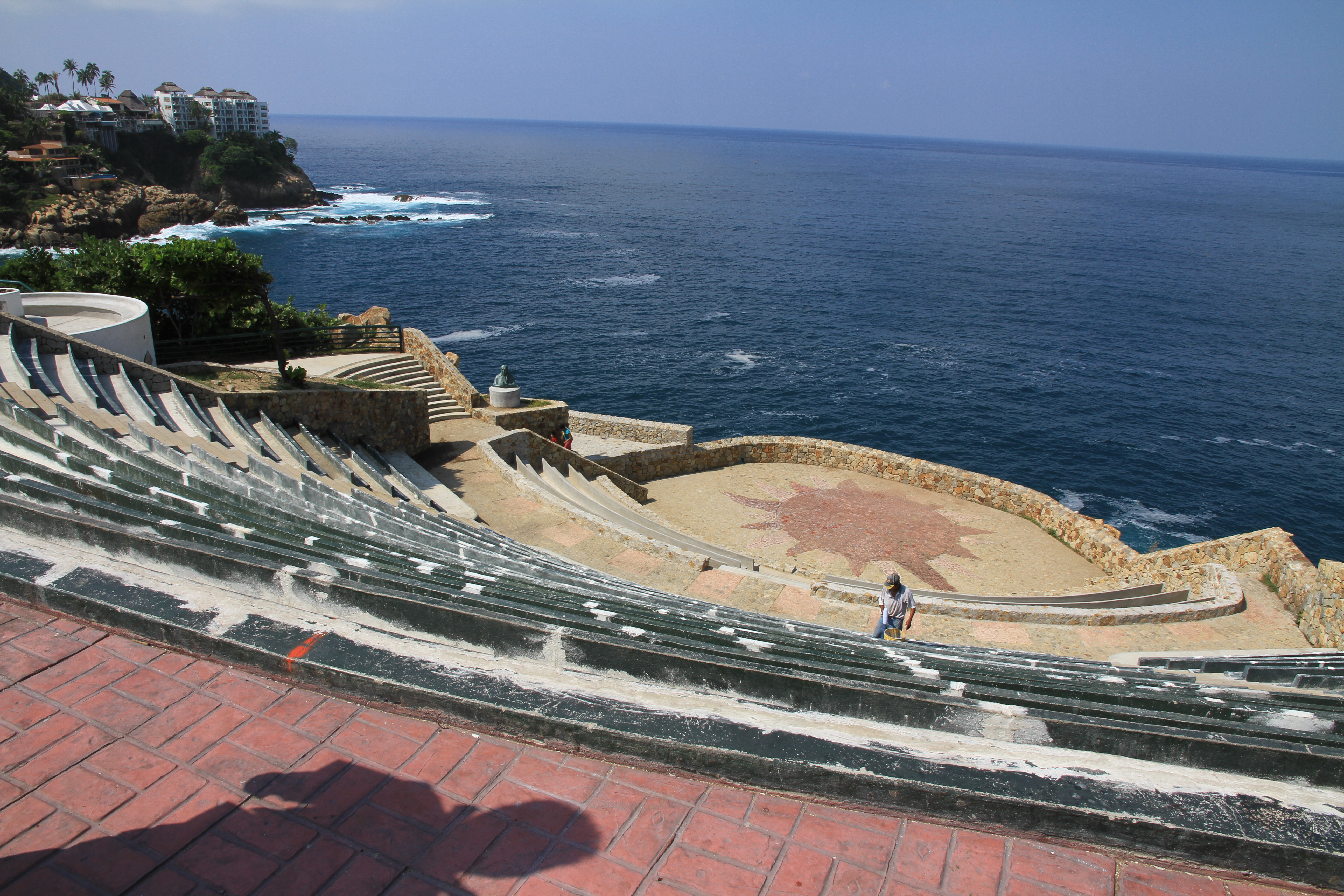
Sinfonía del Mar.
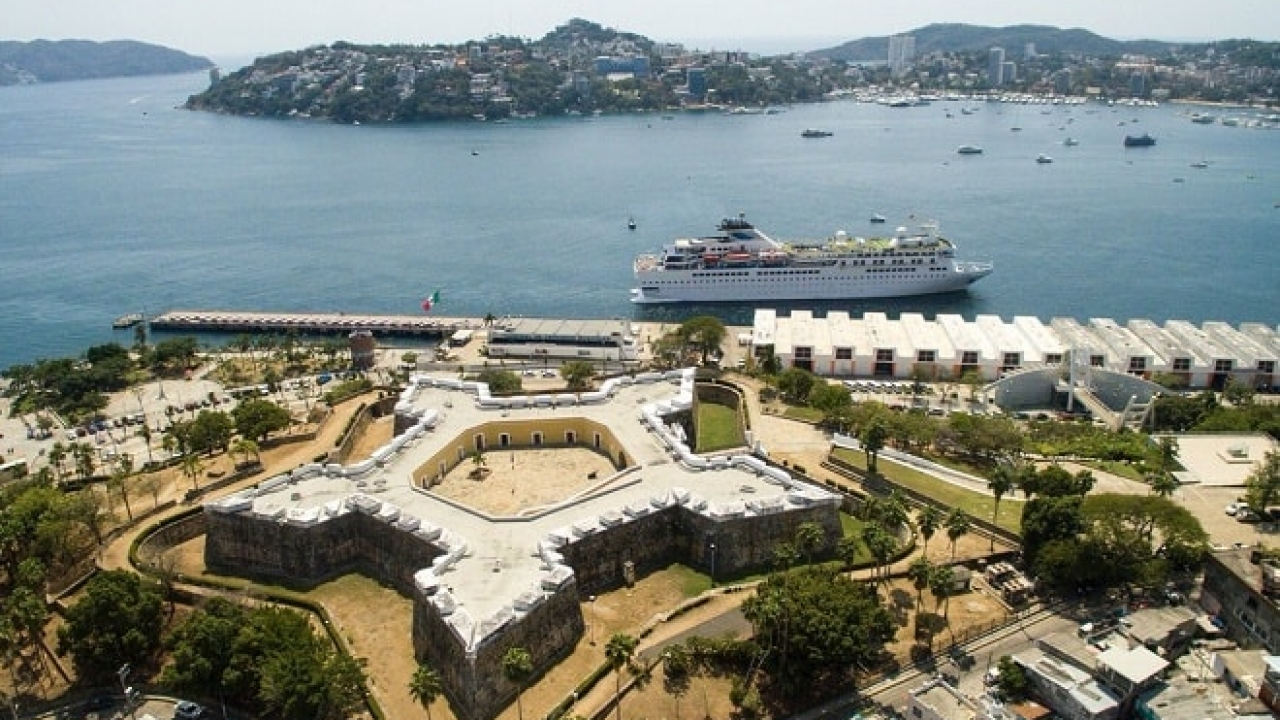
Fuerte de San Diego.
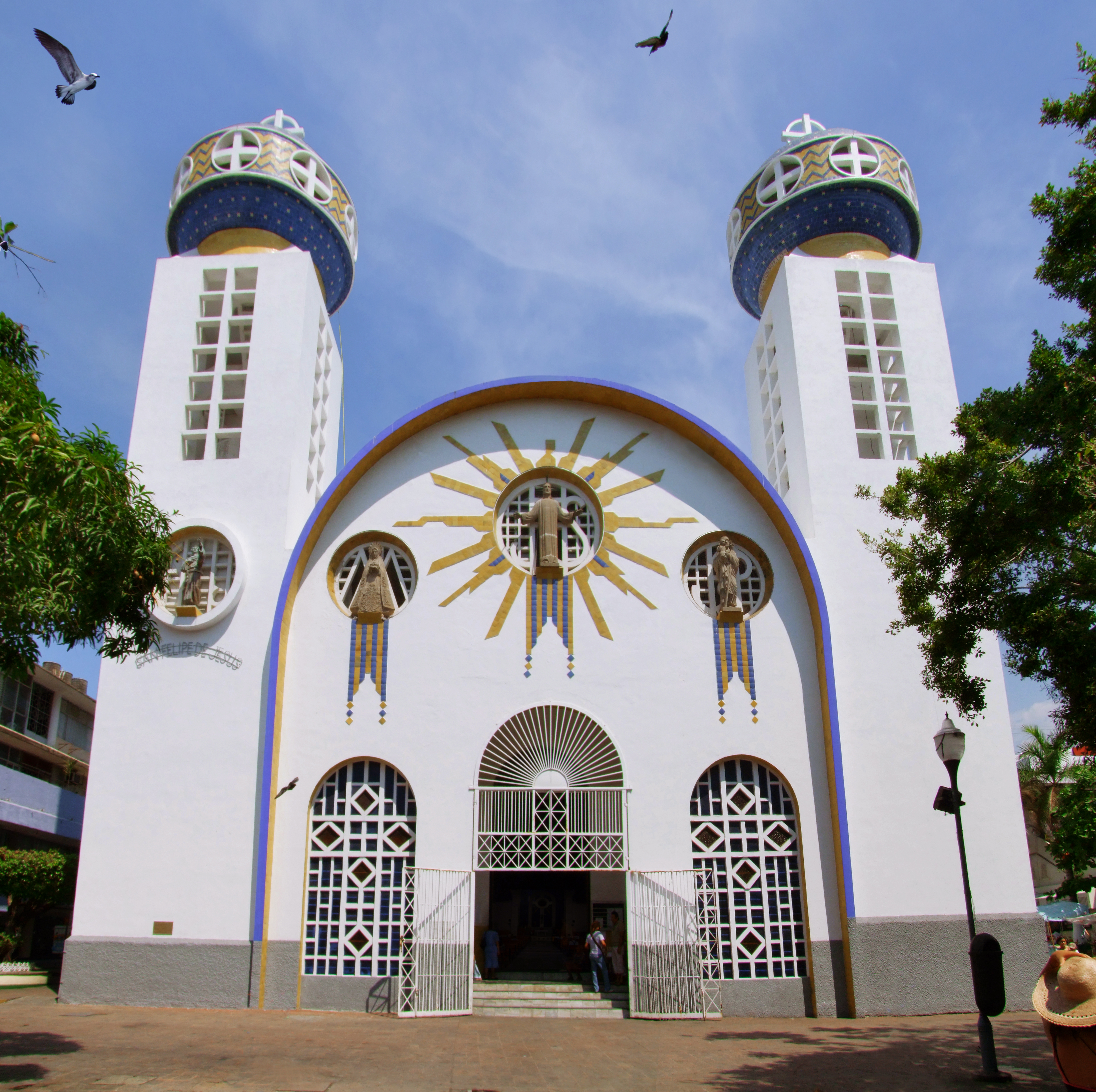
Catedral de Acapulco.
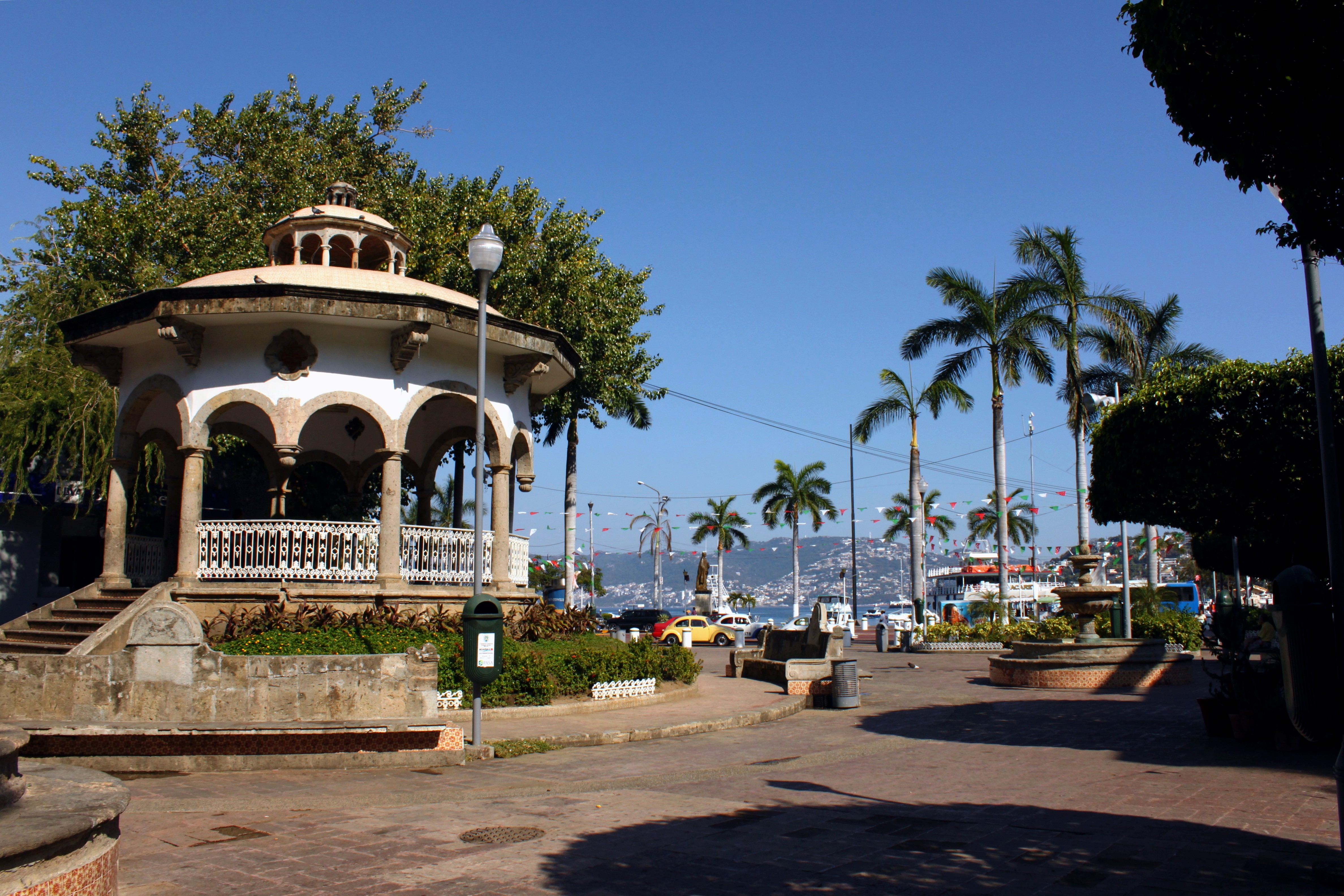
Plaza Álvarez
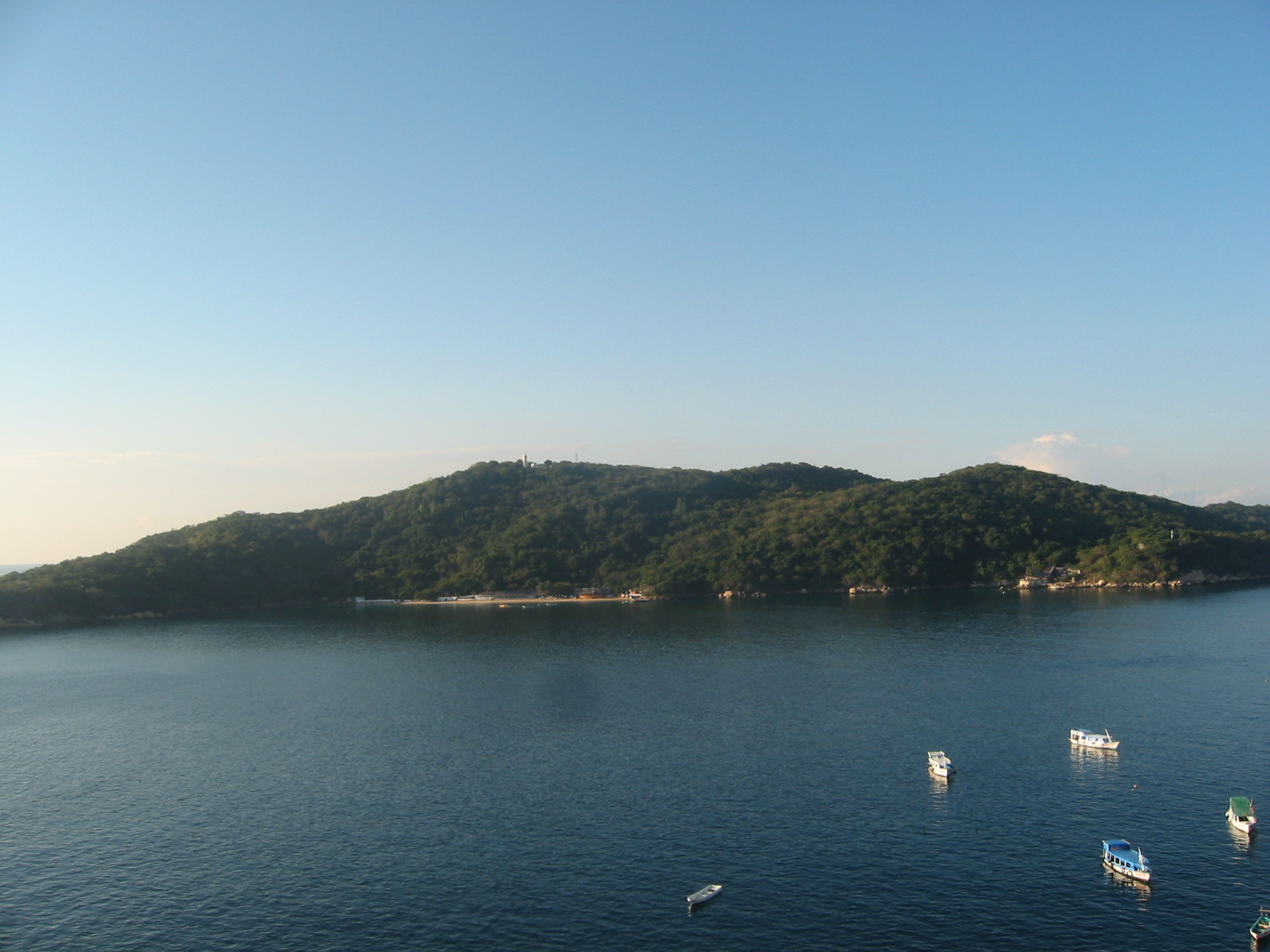
Isla de la Roqueta.
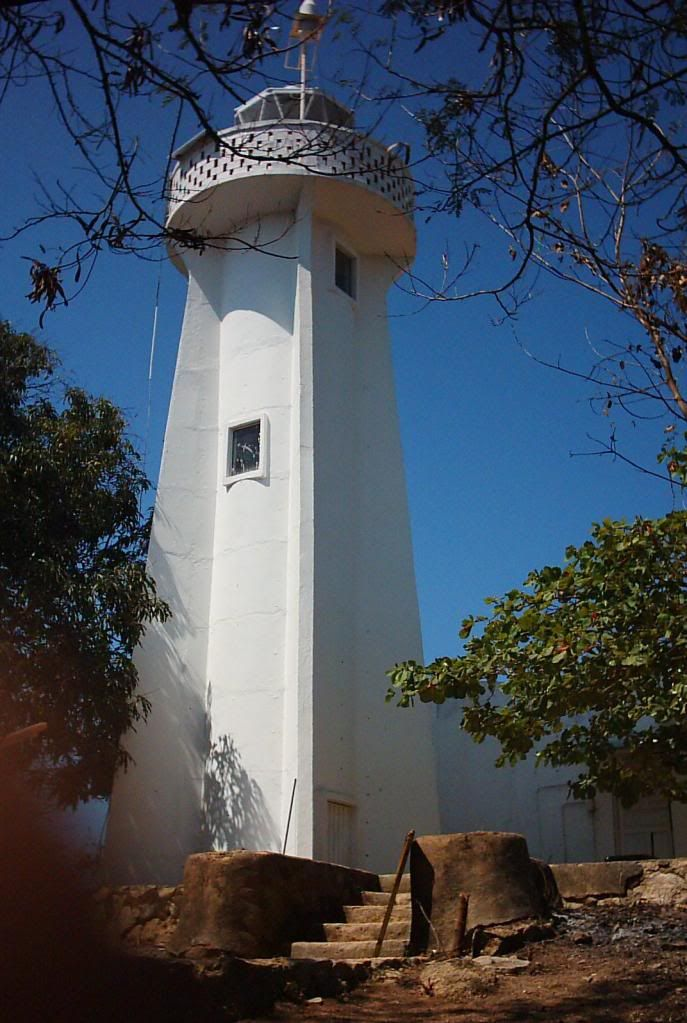
Foro en La Roqueta.
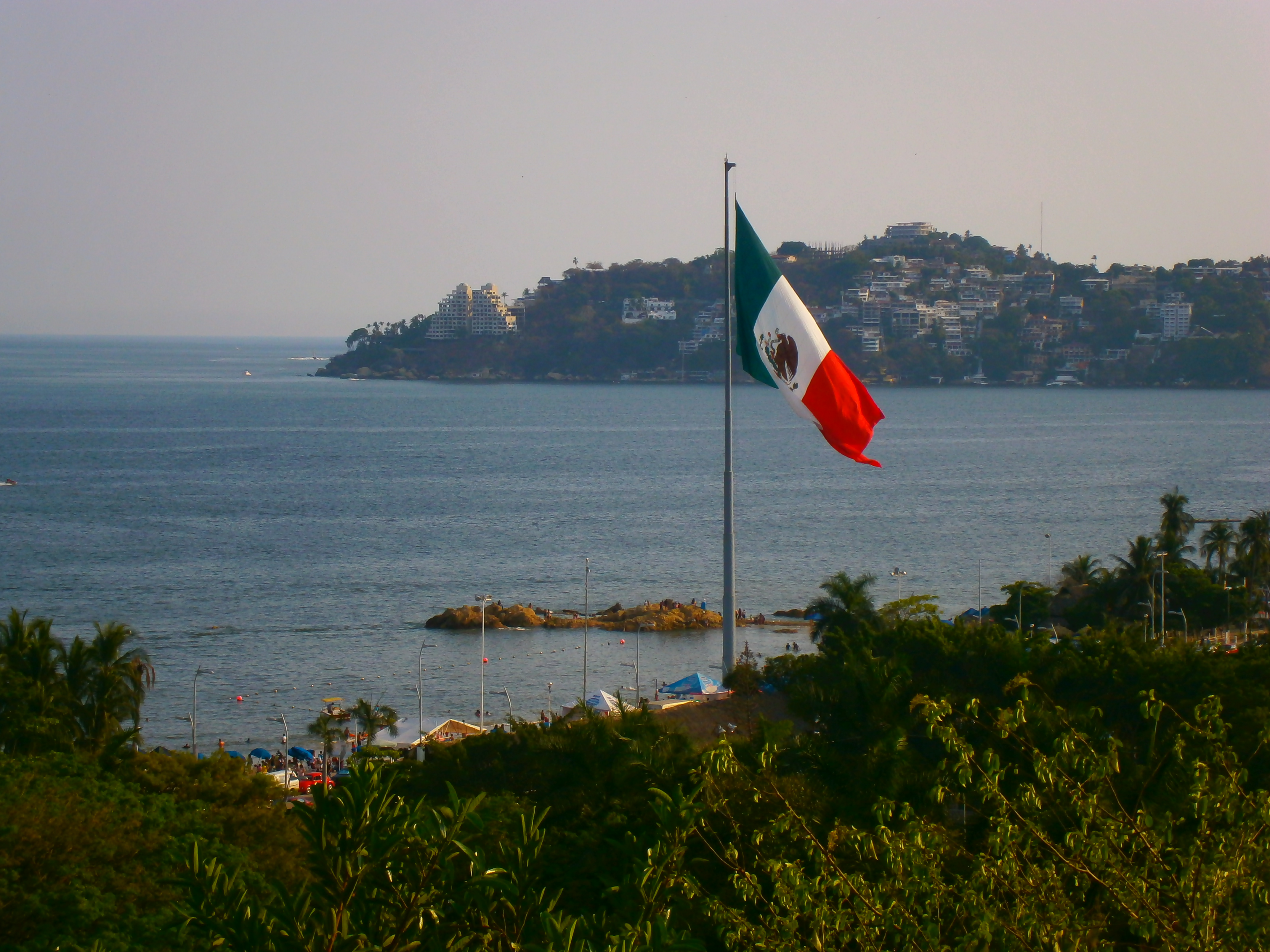
Asta de la Bandera de México.
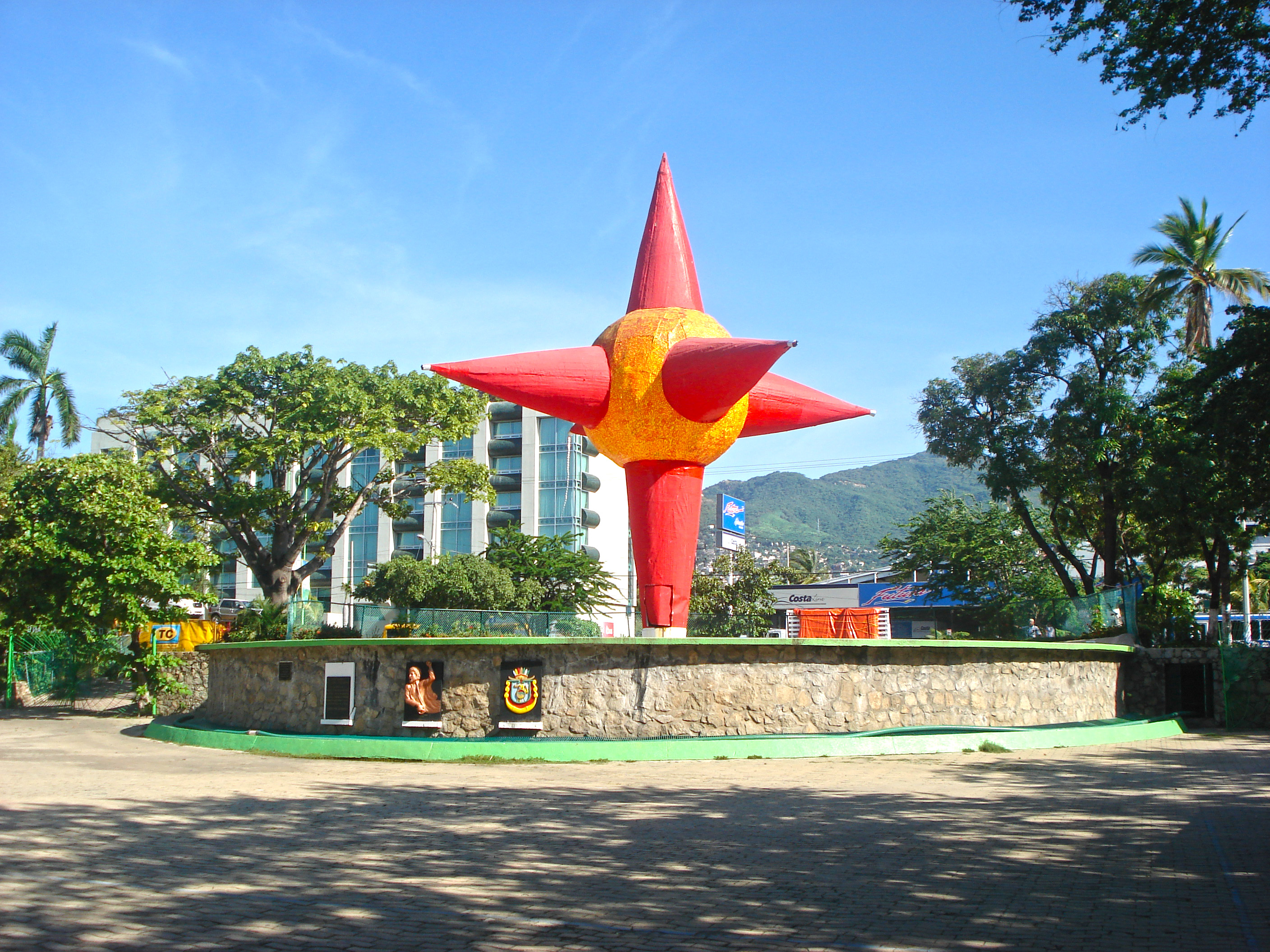
Parque Papagayo.
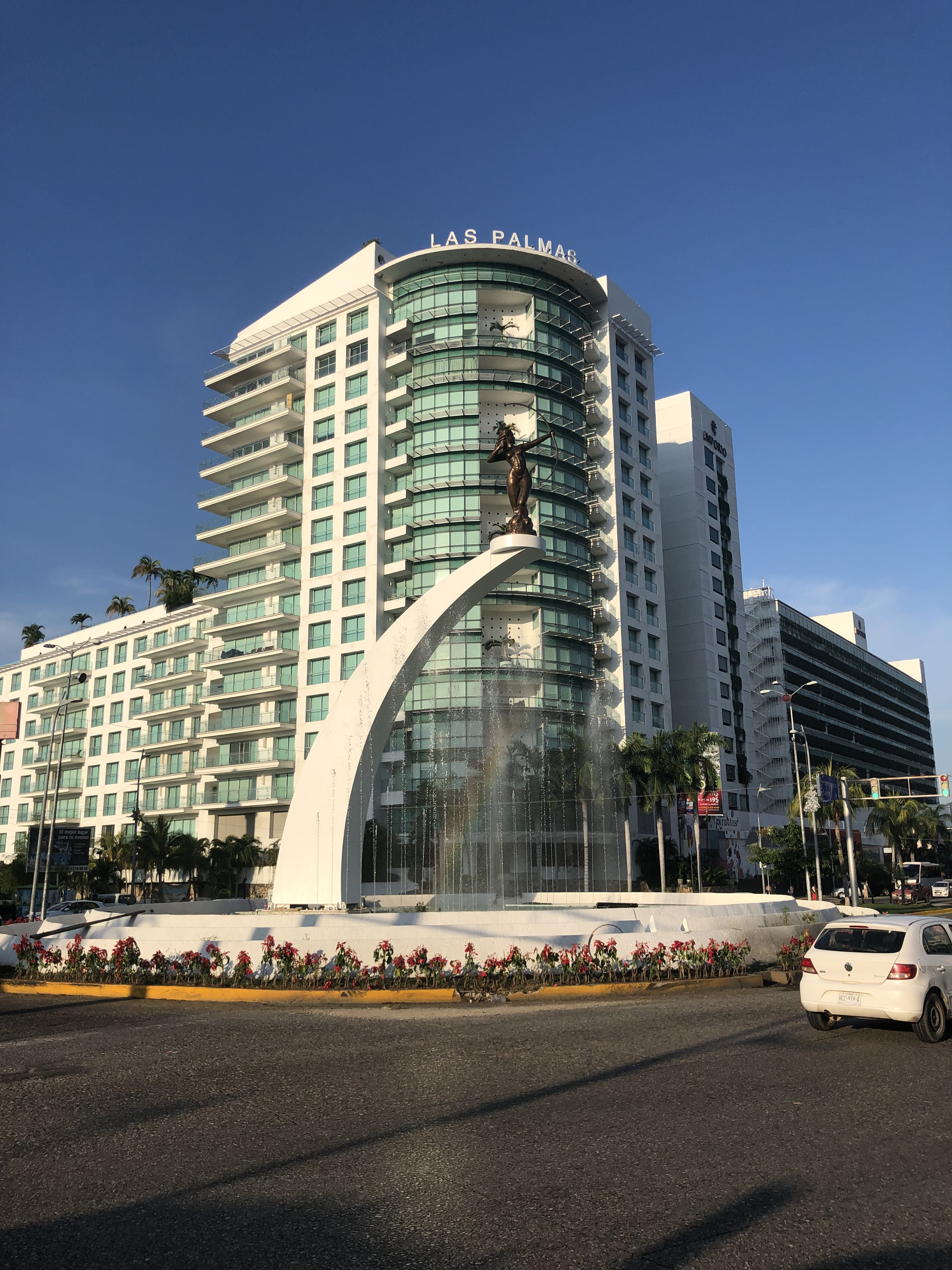
Glorieta Diana Cazadora.
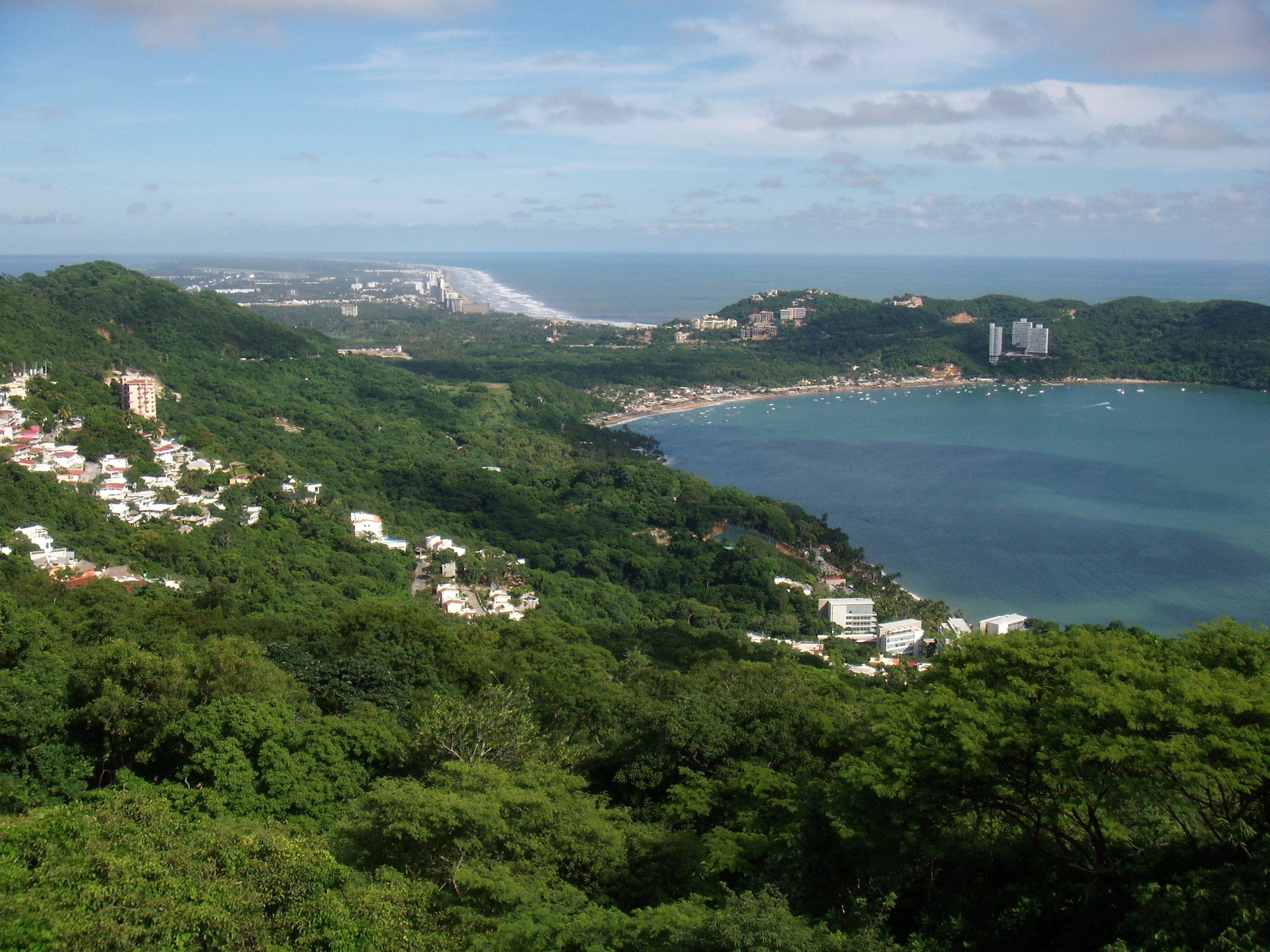
Puerto Marqués.
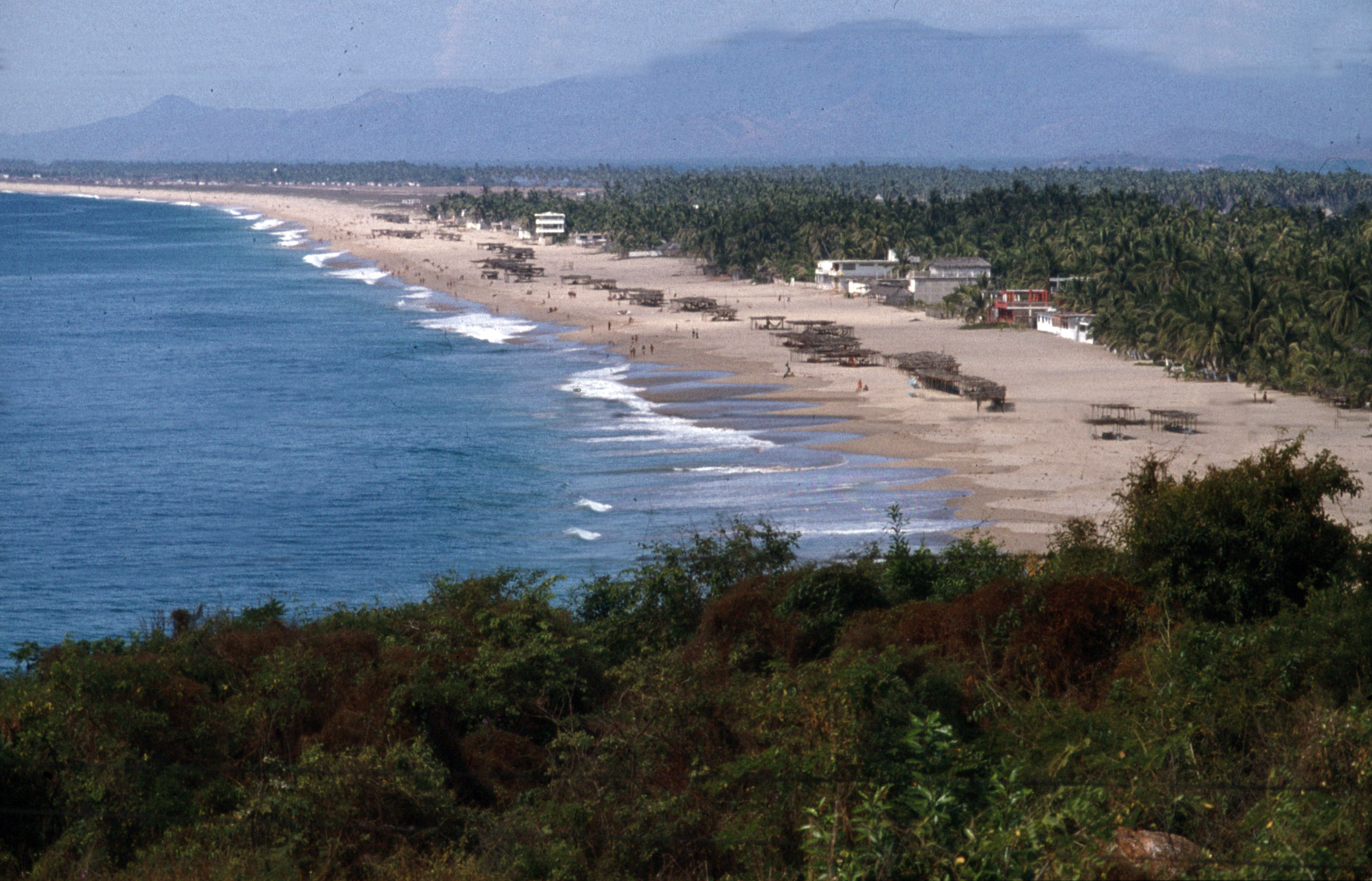
Pie de la Cuesta.
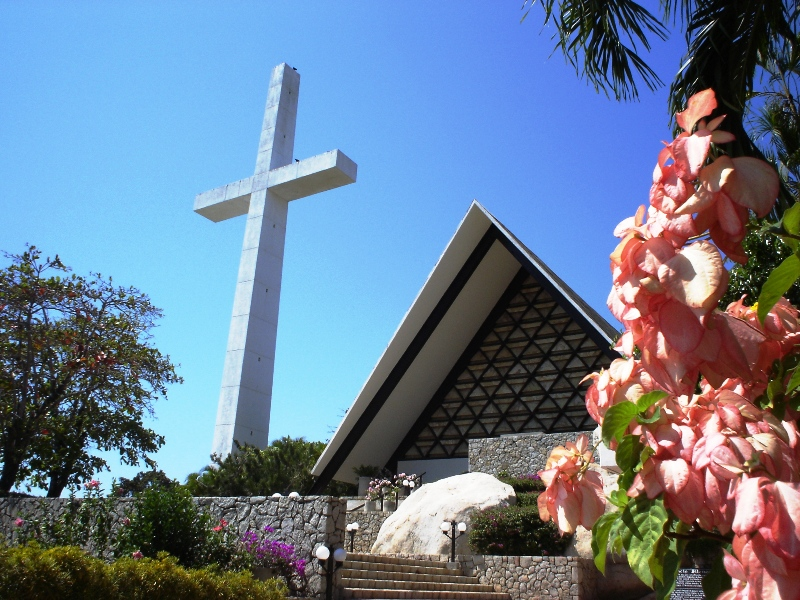
Capilla Ecuménica de la Paz.
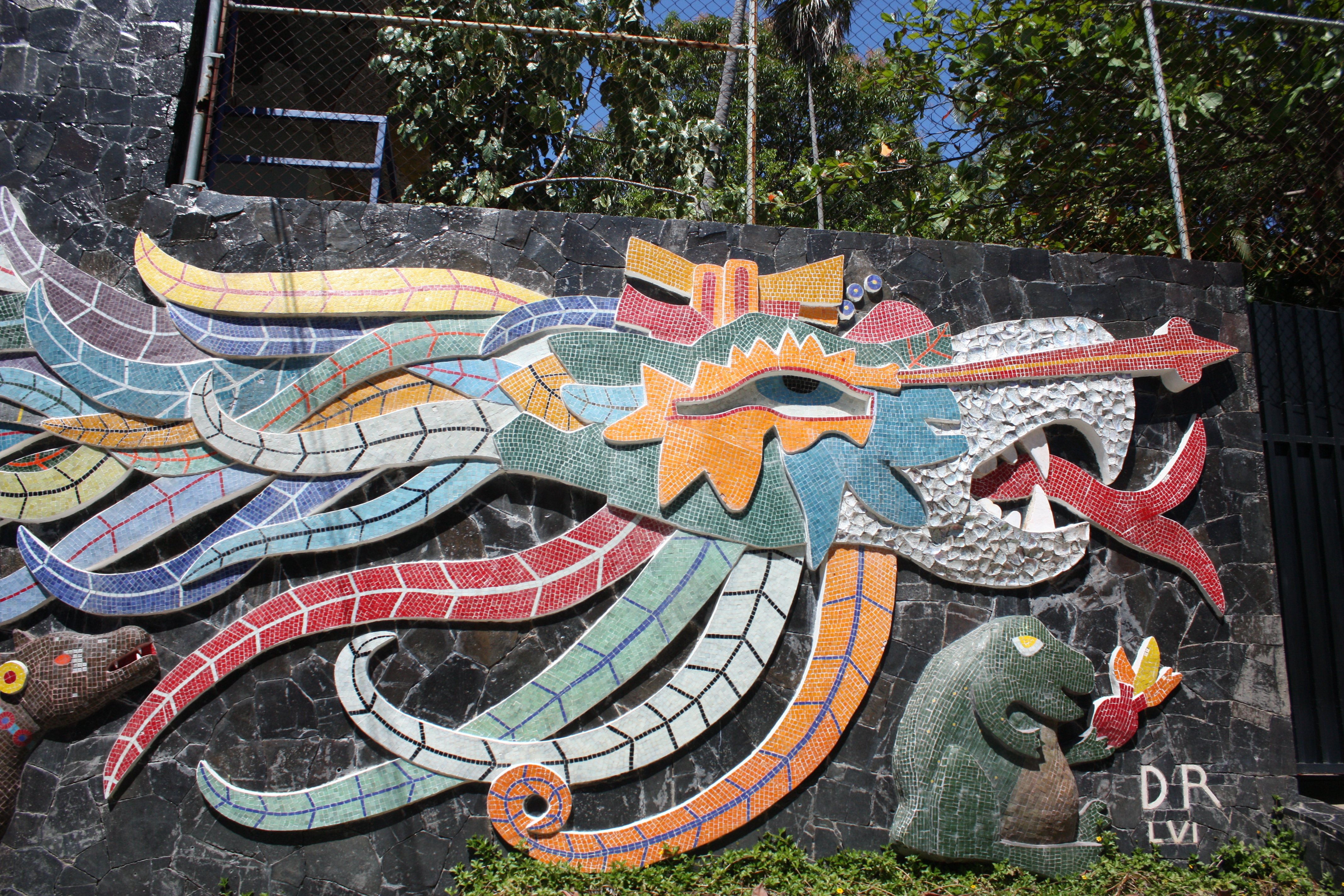
La Casa de los Vientos.
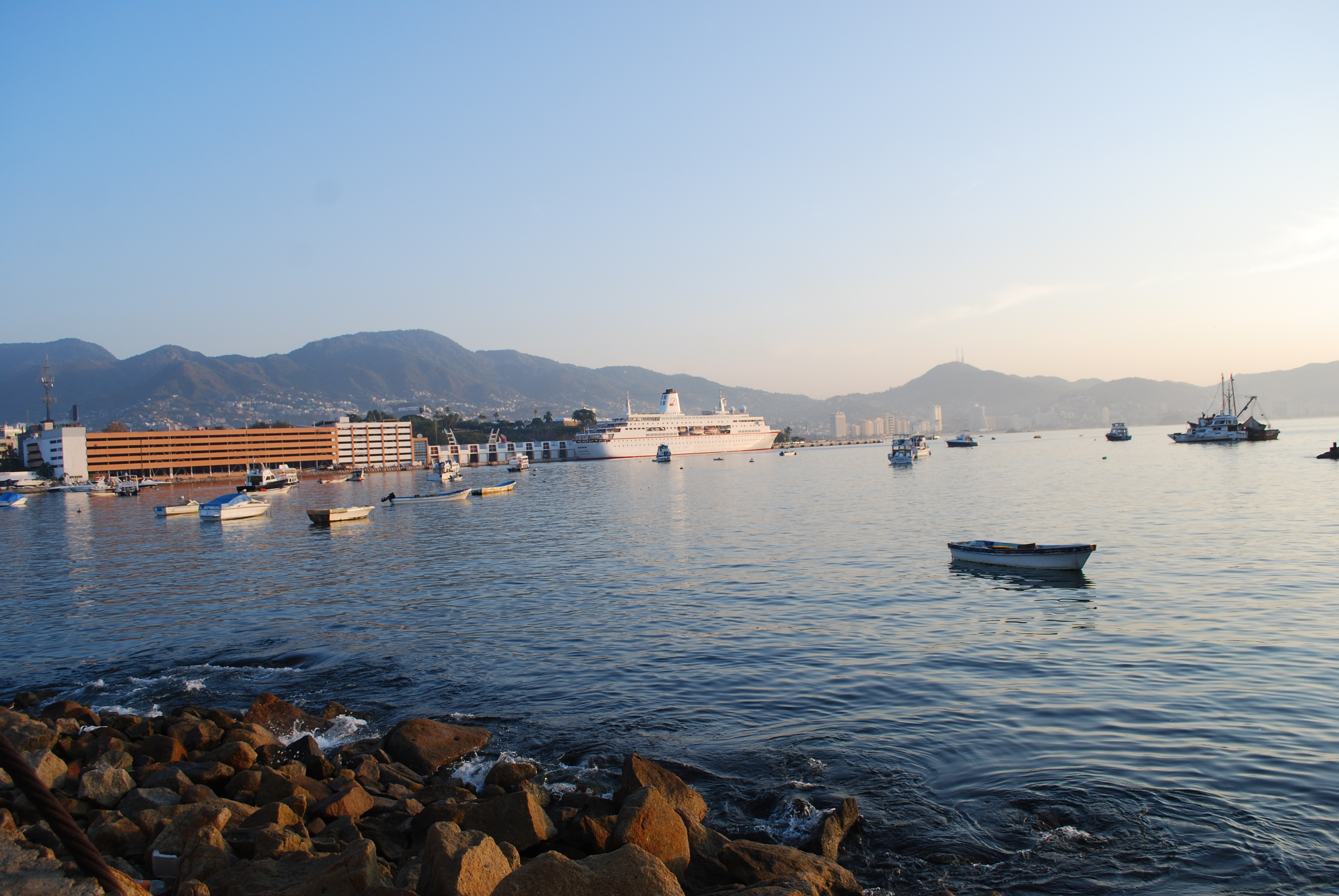
Puerto Transatlántico.
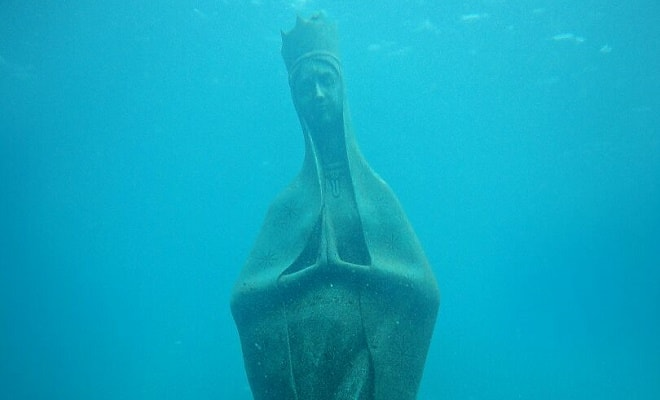
La Virgen de Los Mares.
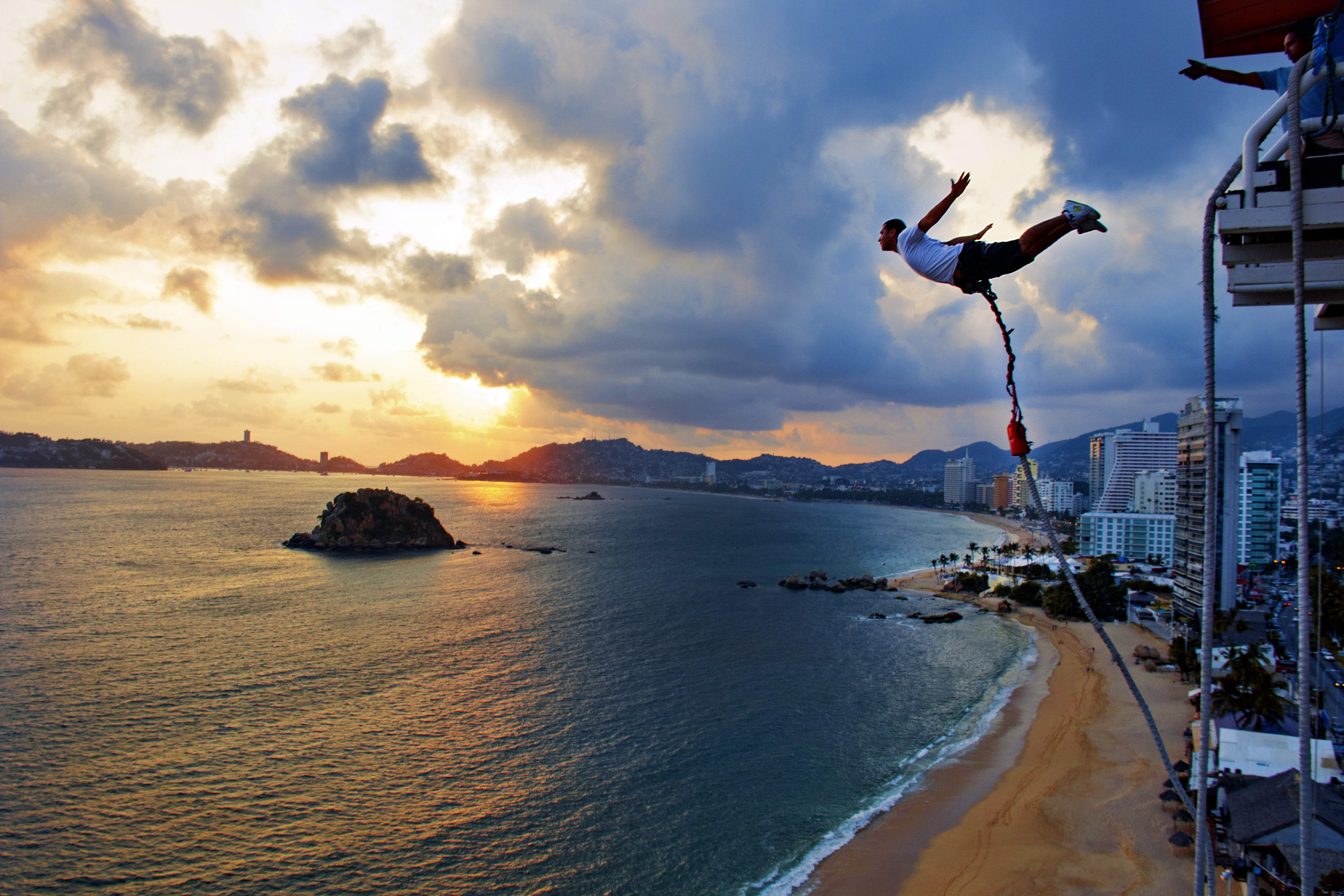
Paradise Bungy Acapulco.
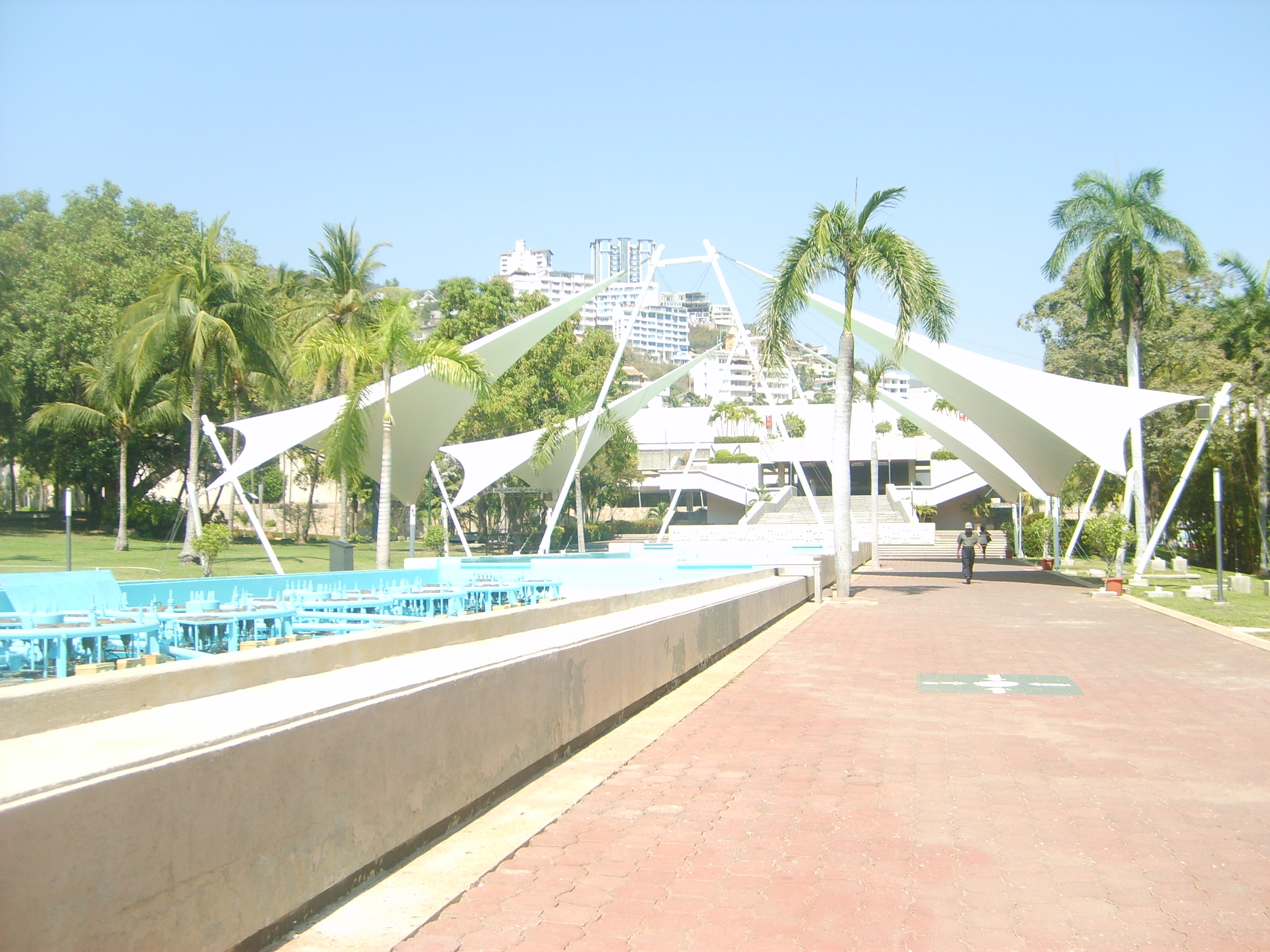
Centro Internacional Acapulco.
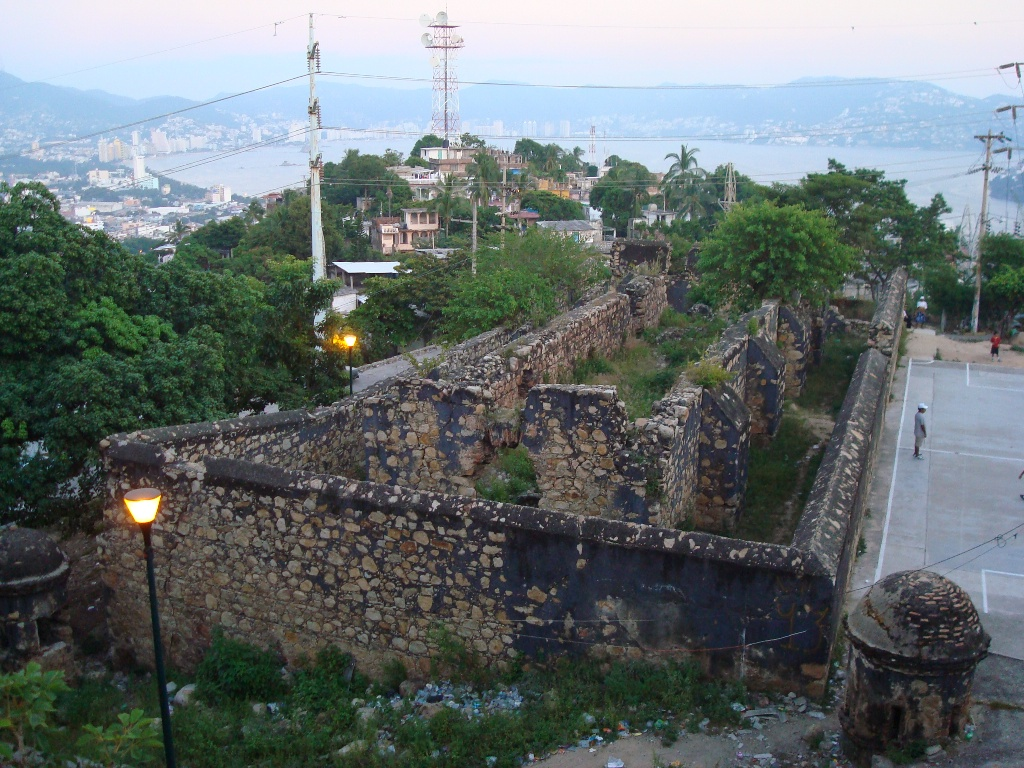
Fortín Álvarez.
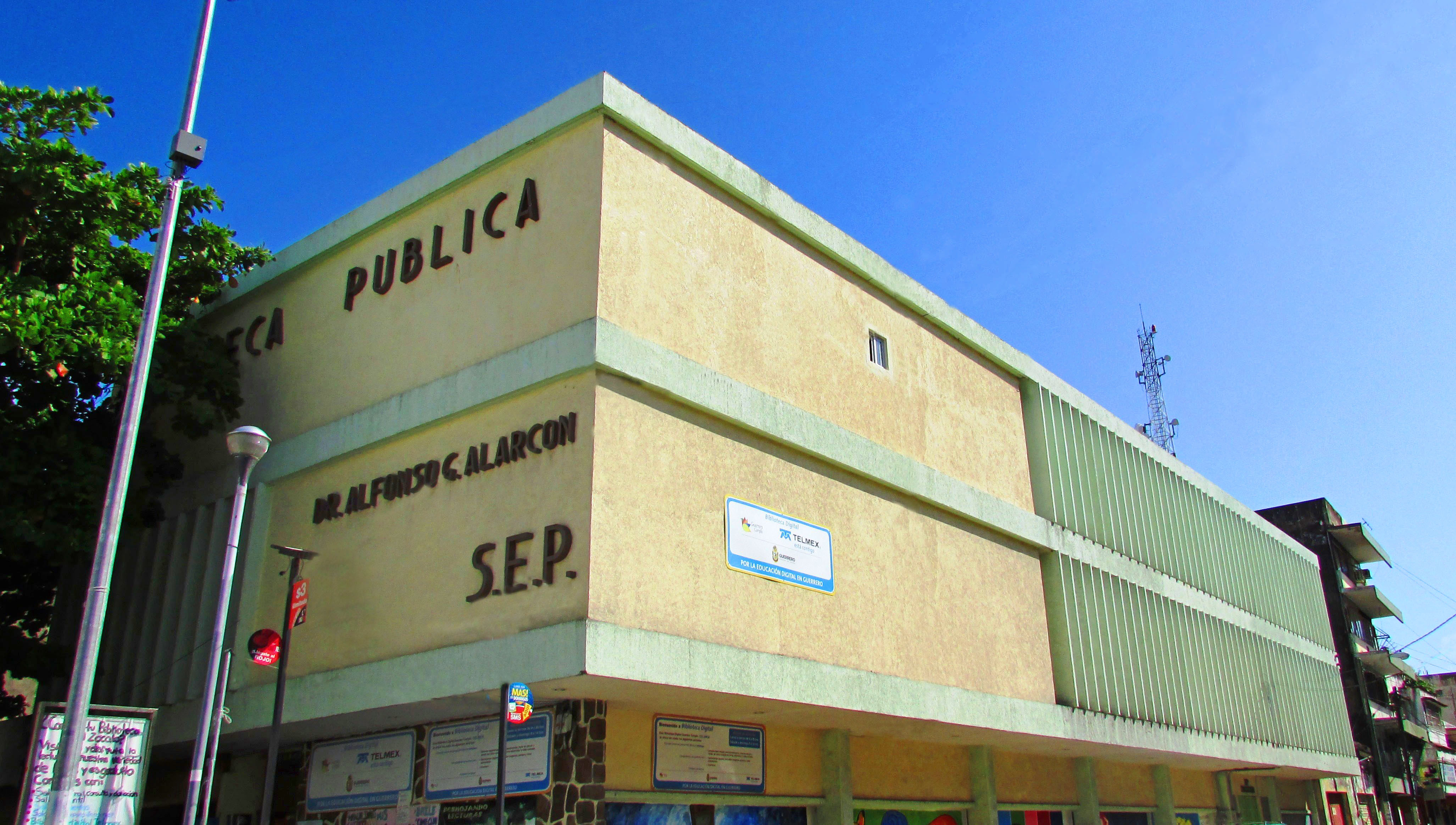
Biblioteca Pública Municipal.
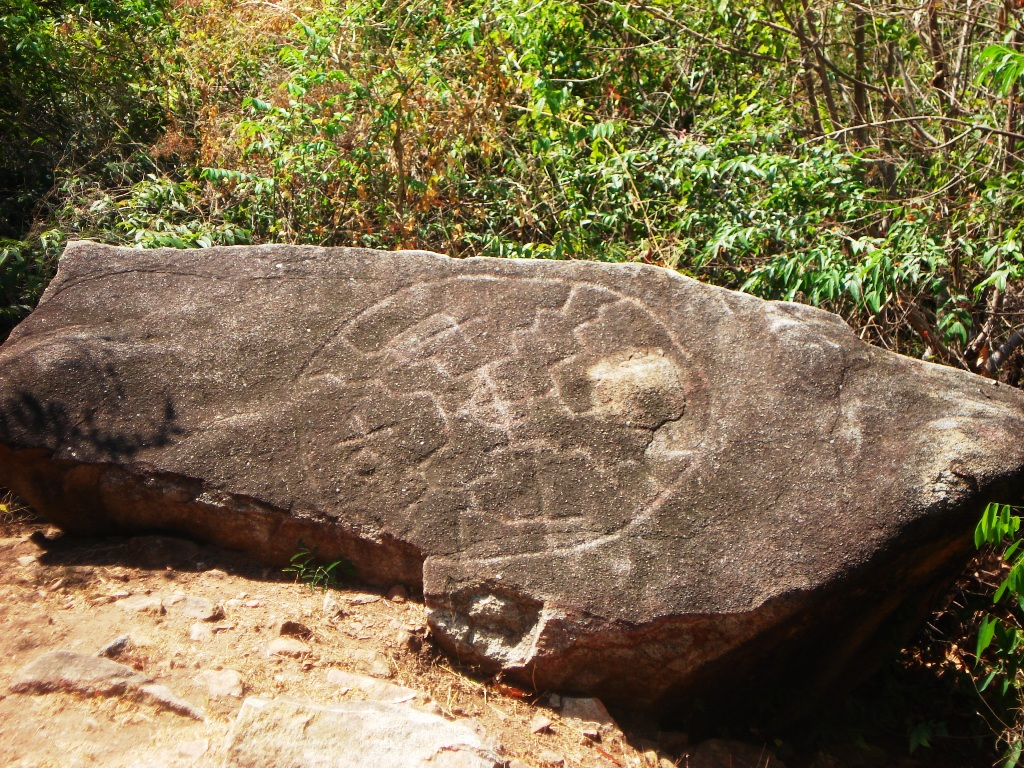
Palma Sola.
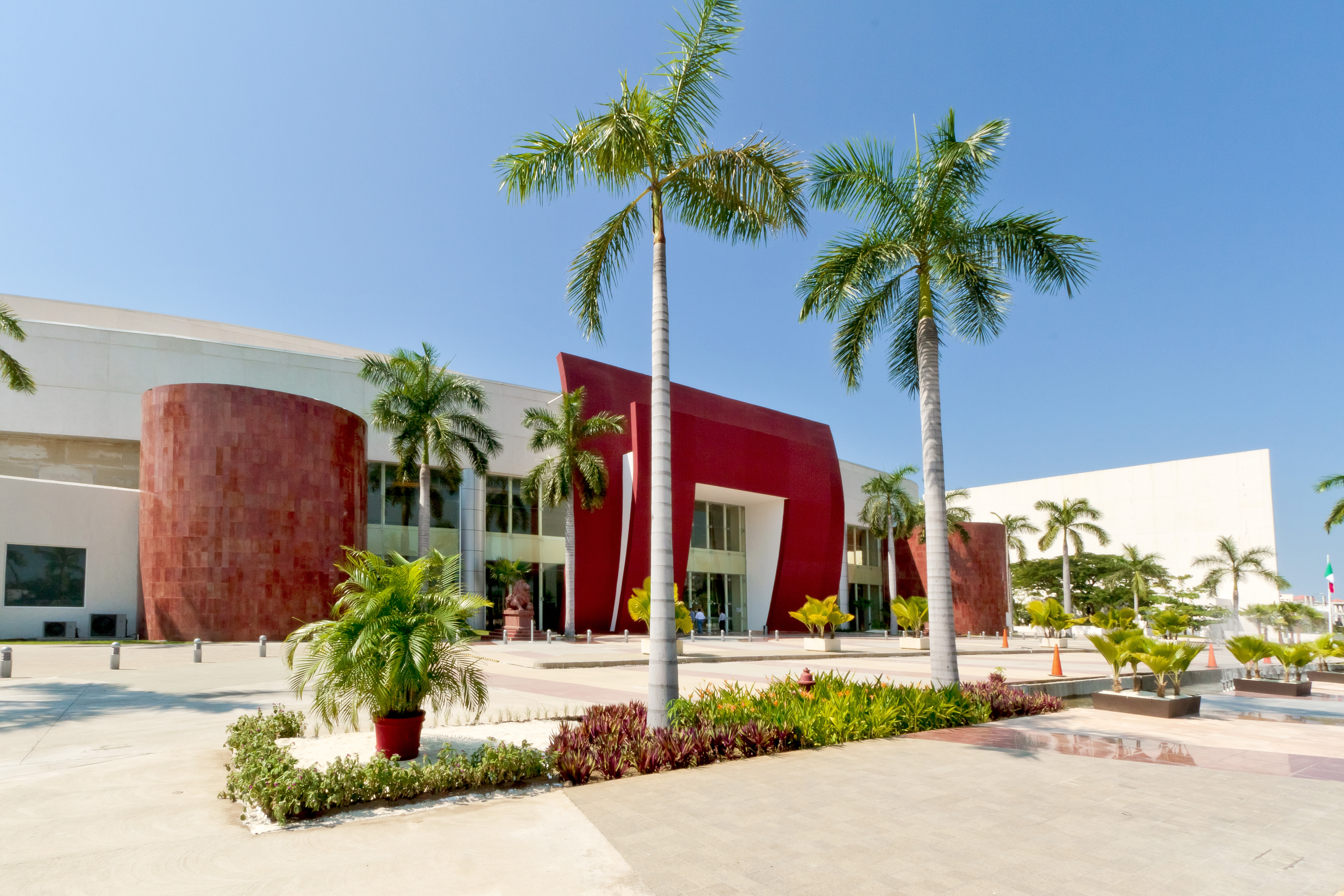
Expo mundo imperial.
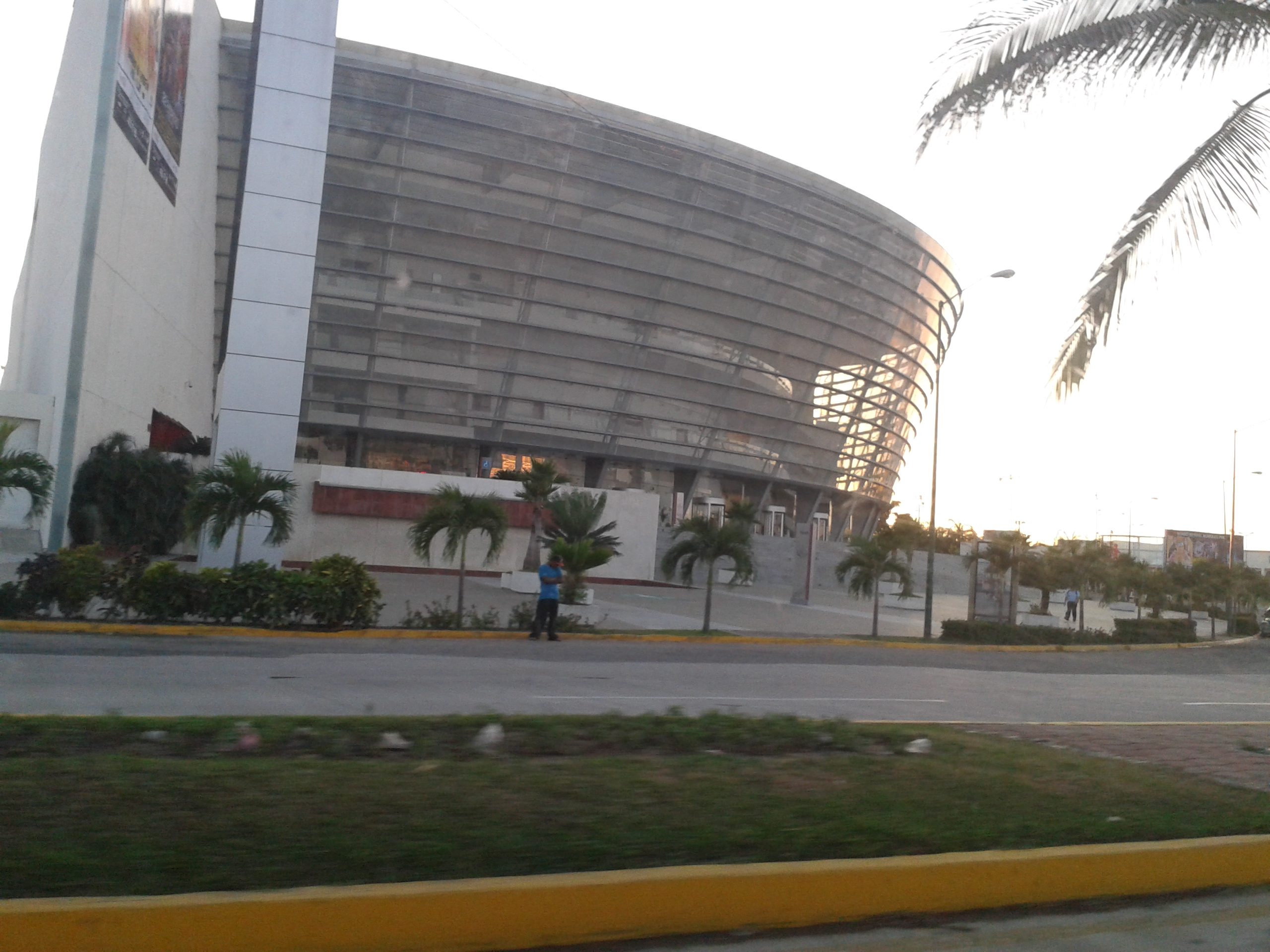
Fórum de Mundo Imperial.
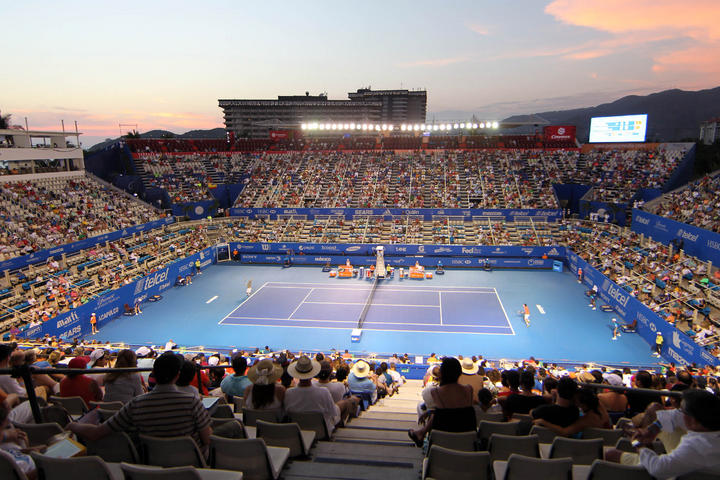
Estadio Mextenis.
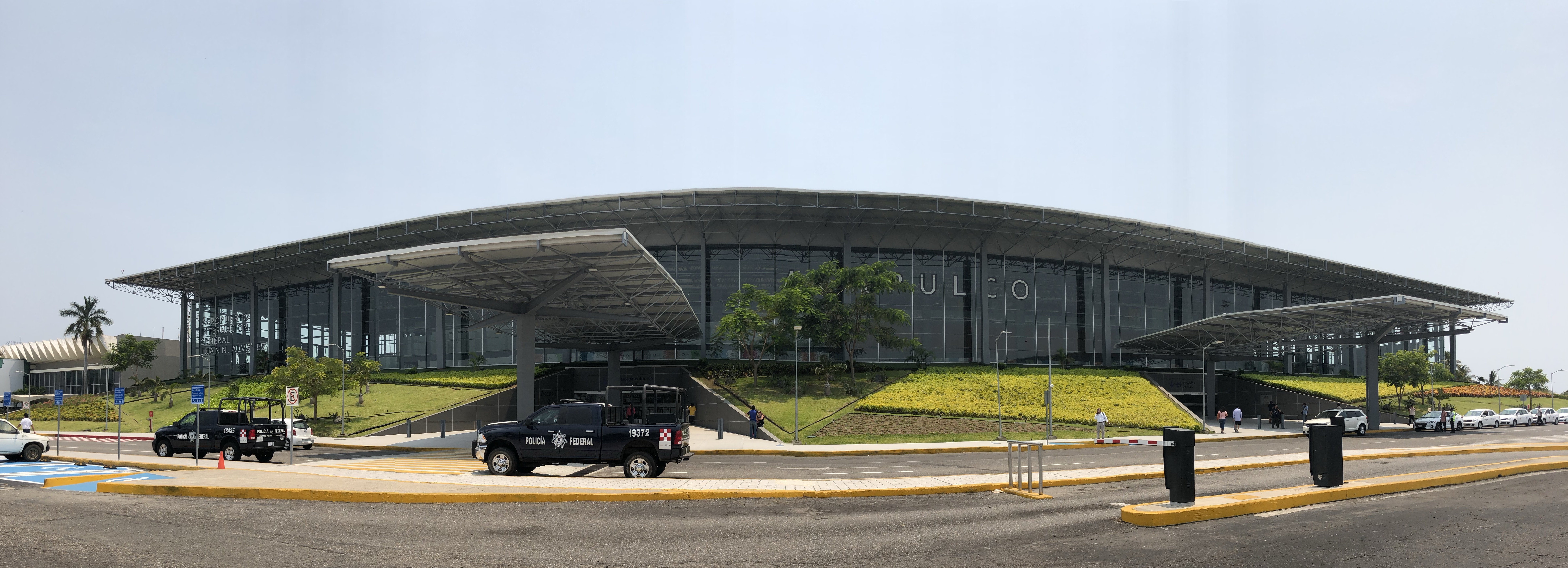
Aeropuerto Internacional de Acapulco.

## Eventos

### Tianguis Turístico
El Tianguis Turístico, antes llamado Feria Internacional de Hoteles y Agencias Turísticas de Acapulco, es una feria donde se reúnen las principales empresas dedicadas a la industria, donde se promueven los diferentes destinos turísticos de México. El tianguis se lleva a cabo desde 1975.

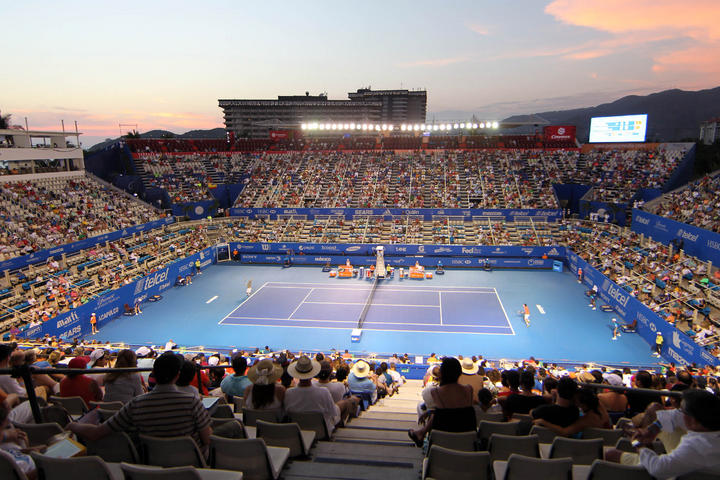
Estadio Mextenis.

Se llevó a cabo en Acapulco hasta que en el 2011, Gloria Guevara Manzo anunció la intención de llevarse el Tianguis Turístico de Acapulco a otros destinos de México y tratarlo de hacer itinerante. En ese año se empezó la búsqueda de la sede de los próximos años. Siendo en 2015 que el presidente Enrique Peña Nieto dijo que el Tianguis Turístico sería itinerante, alternándolo cada dos años.

### Mega Feria Imperial
La Mega Feria Imperial Acapulco es un evento que se realizará cada año siendo la primera edición en el 2012, y está enfocado en entretenimiento, cultura, gastronomía y exposiciones. Dura 24 días y cuenta con más de 400 atracciones como espectáculos, conciertos, muestra gastronómica, casino, juegos mecánicos, villas mágicas, pista de hielo y nieve.

### Abierto Mexicano de Tenis
El Abierto Mexicano de Tenis, es un torneo de tenis profesional que se celebra anualmente a finales de febrero en el Princess Mundo Imperial. El torneo se encuentra dentro de las actividades realizadas por la ATP y la WTA.
El torneo forma parte de la serie de torneos ATP World Tour 500 de la ATP y de los torneos WTA International Tournaments de la WTA, se lleva a cabo cada año a partir de 1993. Los torneos de 1993 a 2000 se realizaron en la Ciudad de México. A partir del año 2001 el AMT se realiza en la ciudad de Acapulco. Desde el inicio, este campeonato ha tenido reconocimiento de la ATP y WTA.

## Estadísticas
Acapulco es actualmente el cuarto centro de playa con más cuartos ocupados y la séptima ciudad más visitada de México, las principales variables turísticas consideradas son los cuartos disponibles, cuartos ocupados y porcentaje de ocupación, desde el año 2012 al 2023. Los datos de 2023 se consideran hasta octubre, debido a las afectaciones en el puerto y hoteleria por el Huracán Otis.

| Año  | Cuartos disponibles | Cuartos disponibles | Cuartos ocupados | Cuartos ocupados | Ocupación hotelera | Ocupación hotelera |
| Año  | N.º                 | Cambio %            | N.º              | Cambio %         | N.º                | Cambio %           |
| ---- | ------------------- | ------------------- | ---------------- | ---------------- | ------------------ | ------------------ |
| 2012 | 18 419              | —                   | 7 600            | —                | 41.3               | —                  |
| 2013 | 18 453              |                     | 7 244            |                  | 39.3               |                    |
| 2014 | 18 514              |                     | 7 193            |                  | 38.9               |                    |
| 2015 | 18 591              |                     | 7 444            |                  | 40.0               |                    |
| 2016 | 18 573              |                     | 7 473            |                  | 40.2               |                    |
| 2017 | 18 827              |                     | 8 188            |                  | 43.5               |                    |
| 2018 | 18 972              |                     | 8 847            |                  | 46.6               |                    |
| 2019 | 18 806              |                     | 9 178            |                  | 48.8               |                    |
| 2020 | 18 976              |                     | 4 269            |                  | 22.5               |                    |
| 2021 | 19 657              |                     | 6 858            |                  | 34.9               |                    |
| 2022 | 19 583              |                     | 9 069            |                  | 46.3               |                    |
| 2023 | 21 544              |                     | 8 503            |                  | 39.5               |                    |
| 2024 | 17 676              |                     | 6 082            |                  | 34.4               |                    |